# Schmelzsicherung

Schaltzeichen

Eine Schmelzsicherung ist eine Überstromschutzeinrichtung, die durch das Abschmelzen eines Schmelzleiters den Stromkreis unterbricht, wenn die Stromstärke einen bestimmten Wert während einer ausreichenden Zeit überschreitet.
Bis jetzt wird die Schmelzsicherung in der elektrotechnischen Literatur einfach als Sicherung bezeichnet und dieser Terminus für andere Schutzeinrichtungen, wie Leitungsschutzschalter, selbstrückstellende Sicherung und elektronische Sicherungen abgelehnt. Der Begriff ist in DIN EN 60269-1 (VDE 0636-1) definiert.

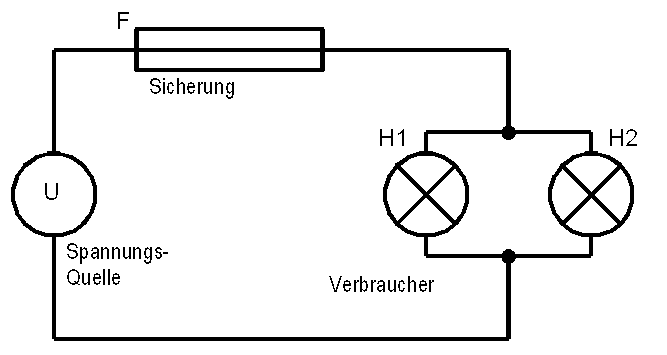
Stromkreis mit Sicherung

## Entstehungsgeschichte
Zur Entstehungsgeschichte von Schmelzsicherungen ist wenig bekannt. Gelegentlich wird ein im Jahre 1885 von Thomas Alva Edison angemeldetes Patent genannt. Allerdings erhebt Edison in diesem Patent keine Ansprüche auf das Grundprinzip einer Schmelzsicherung, sondern auf eine spezielle Bauform für eine spannungsfeste Schmelzsicherung. In Edisons Electrical Light - Biography of an Invention von Robert Friedel und Paul Israel wird behauptet, dass Edison 1879 ursprünglich eine magnetische Abschaltfunktion („Leitungsschutzschalter“) für sein Lichtsystem vorgesehen hatte, jedoch in der Praxis einfache Schmelzsicherungen (wire fuse) in Haltern aus Holzblöcken verwendete. Die magnetische Abschaltfunktion ist in einem britischen Patent aus dem Jahre 1879 dokumentiert.

## Aufbau und Funktion

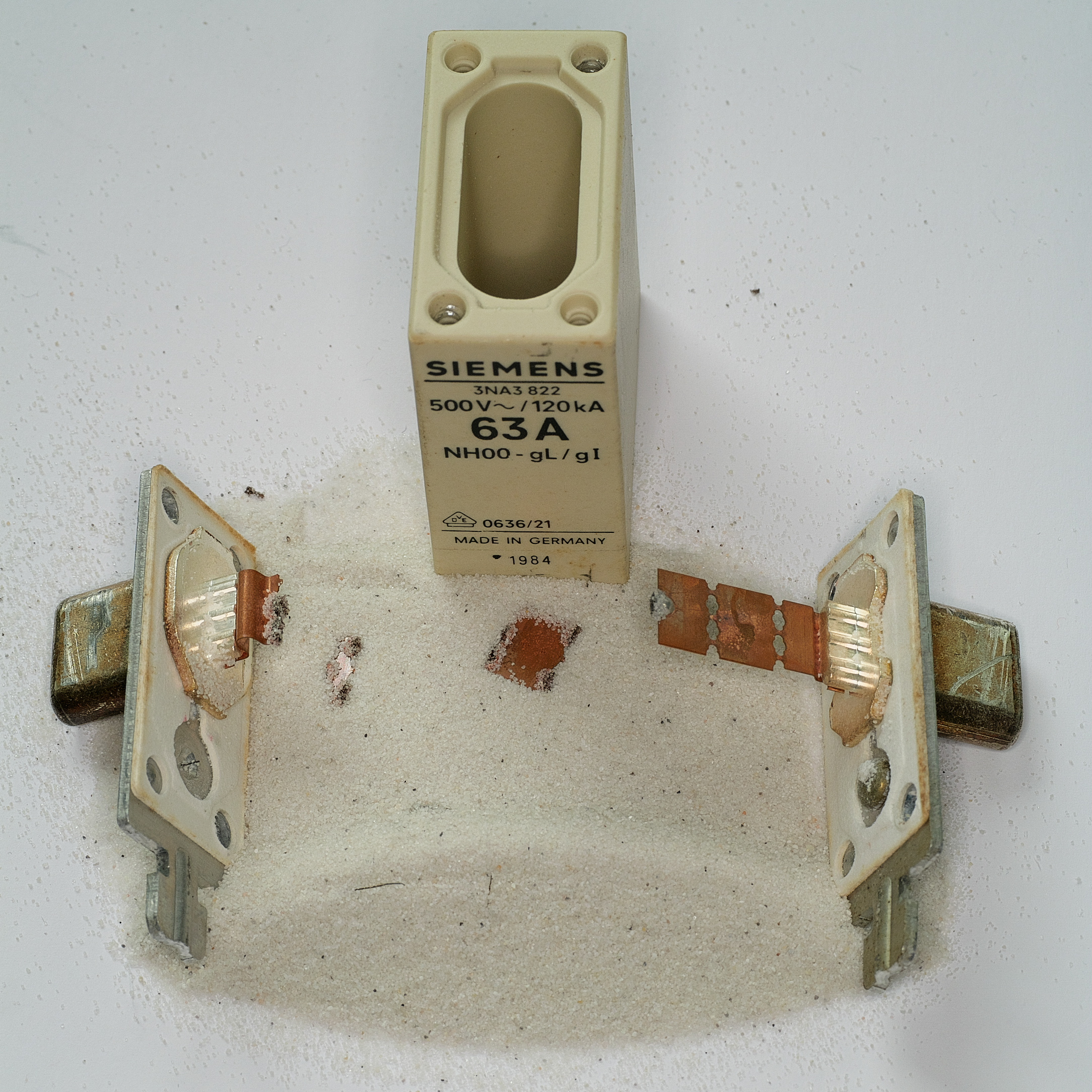
Geöffnete Schmelzsicherung

Schmelzsicherungen bestehen aus einem isolierenden Körper, der zwei durch einen Schmelzleiter verbundene elektrische Kontakte aufnimmt. Der Schmelzleiter wird durch den ihn durchfließenden Strom erwärmt und schmilzt, wenn der Bemessungsstrom (Nennstrom) der Sicherung deutlich für eine bestimmte Zeit überschritten wird. Diese Schutzfunktion wird „Auslösen der Sicherung“ genannt. Ausgelöste Schmelzsicherungen sind unbrauchbar und müssen ersetzt werden.
Der Schmelzdraht ist in der Regel aus Elektrolytkupfer (E-CU) oder Feinsilber (Ag 1000/1000) hergestellt und von Luft oder Quarzsand umgeben. Der Sand dient als Lichtbogenlöschmittel. Beim Abschalten eines Stromkreises entsteht ein Lichtbogen, dessen Intensität unter anderem von der Höhe des abzuschaltenden Stroms abhängt. Bei einem Kurzschluss kann dieser Strom um mehrere Größenordnungen über dem Nennstrom der Sicherung liegen.
Der Schmelzleiter durchläuft während des Ansprechens die drei Aggregatzustände (fest, flüssig, gasförmig). Im gasförmigen Zustand des Schmelzleiters entsteht ein Plasma, der Stromfluss erfolgt über dieses – es bildet sich ein Lichtbogen, der den Quarzsand stark erhitzt. Der schmelzende Quarzsand kühlt den Lichtbogen so intensiv, dass die erneute Zündung bei wiederkehrender Spannung nach dem Nulldurchgang (bei Wechselstrom) wirksam verhindert wird. Im Einflussbereich des Lichtbogens entsteht ein nicht leitender Sinterkörper aus Schmelzleitermetall, Lot und Quarz, der wegen seiner Erscheinungsform auch „Schmelzraupe“ genannt wird. Der Lichtbogen verlischt und die zu schützende Leitung ist damit von der versorgenden Strom- beziehungsweise Spannungsquelle getrennt. Das ist die wichtigste Funktion der Sicherung. Eine Nebenfunktion ist die Möglichkeit, den Stromkreis durch Entfernen der Sicherung spannungsfrei zu schalten. Das ist nur bei Festinstallationen möglich, da bei einpolig abgesicherten Geräten (Schutzklasse II) die Sicherung zufällig auch im Neutralleiter liegen kann.
Die korrekte Funktion der Lichtbogenlöschung ist im Wesentlichen abhängig von der Körnung, der Reinheit und der Packungsdichte des verwendeten Quarzsandes. Das Löschmittel muss absolut frei von organischen Verbindungen sein. Die den Quarzsand oft begleitenden Feldspat-Bestandteile müssen vollständig entfernt werden, da Feldspat den Glasfluss des Sandes fördert. Glasfluss im Inneren eines Sicherungseinsatzes darf nicht eintreten, weil Glas im glühenden Zustand elektrisch leitend ist.
Sicherungseinsätze werden meist in entsprechende Sockel eingesetzt. Auf Leiterplatten wird teilweise auf Sockel verzichtet und die Sicherungen werden durch Löten fest kontaktiert. In Einzelfällen dient ein Draht- oder Leiterbahnabschnitt als Sicherung. Auch Widerstände können als Sicherung spezifiziert sein (sogenannte Sicherungswiderstände). Sie besitzen dann neben ihrem Widerstandswert auch ein definiertes Abbrandverhalten bei Überlastung.

### Schaltvermögen
Damit eine Sicherung im Kurzschlussfall sicher auslösen kann, ist es wichtig, dass ihr Schaltvermögen (Ausschaltvermögen) nicht überschritten wird. Das Schaltvermögen ist der maximale zu erwartende „prospektive“ (unbeeinflusste) Kurzschlussstrom, den die Sicherung noch sicher abschalten kann, ohne dass ein Lichtbogen stehenbleibt oder die Sicherung selbst zerstört wird (zum Beispiel beim Zerplatzen des Keramikkörpers).
Die Angabe des Schaltvermögens ist nur sinnvoll zusammen mit Betriebsspannung und Stromart:
- Das Schaltvermögen sinkt mit steigender Betriebsspannung. Gelegentlich werden unterschiedliche Werte für verschiedene Spannungen angegeben.
- Das Schaltvermögen sinkt mit sinkender Wechselstromfrequenz. Sofern nicht abweichend spezifiziert, gilt als Bemessungsfrequenz 45 Hz bis 62 Hz.[4]
- Das Schaltvermögen für Gleichstrom ist wesentlich geringer als für Wechselstrom. Schmelzsicherungen, die für Gleichstrom vorgesehen sind, können bedenkenlos auch für Wechselstrom verwendet werden, jedoch nicht umgekehrt.

Das Ausschaltvermögen der verschiedenen Sicherungstypen ist in den entsprechenden Abschnitten angegeben.

## Kleinspannungssicherungen, KFZ-Sicherungen
Schmelzsicherungen für Kleinspannung von typischerweise 12 V, 24 V oder 48 V (bis maximal 50 V AC bzw. 120 V DC). Die in Kraftfahrzeugen verbauten Schmelzsicherungen sind in Deutschland in DIN 72581 genormt. Gebräuchlich sind vom Benutzer wart- und steckbare Sicherungen.

### Torpedosicherungen

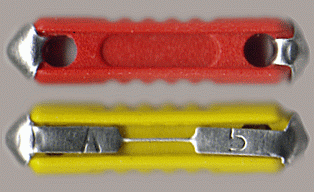
Torpedosicherungen, 6 × 25 mm

Die Torpedosicherung (auch ATS-Sicherung oder BOSCH-Sicherung) nach DIN 72581-1:1993-08 fand bis in die 1980er Jahre hauptsächlich in europäischen Fahrzeugen Anwendung. Sie besitzt einen Isolierkörper mit 6,5 mm Breite und 26,6 mm Länge. Sie wird in metallene, gelochte Haltefedern eingesetzt, deren Abstand ca. 22,6 mm bei 3,5 mm Lochdurchmesser beträgt. In einer Nut des Isolierkörpers ist ein Metallstreifen mit Schmelzbereich und mit stirnseitigen, konischen Kontaktflächen eingelegt. Die minimale Abschaltzeit beträgt 1 Stunde bei 1,5 × IN und maximal 1 Minute bei 2,5 × IN. Das Abschaltvermögen beträgt 500 A bei 36 V DC, der zulässige Spannungsabfall über den Sicherungsstreifen beträgt 0,1 V nach Norm.
| 5 A   | 8 A   | 10 A  | 16 A | 25 A  | 40 A  |
| ----- | ----- | ----- | ---- | ----- | ----- |
|  gelb |  weiß |  grün |  rot |  blau |  grau |

Für den isolierenden Trägerkörper ist bis zu 5 A thermoplastischer Kunststoff zulässig, darüber hinaus muss der Werkstoff hitzebeständig sein. Ideal dafür geeignet ist Keramik, auch farbiges Glas und wärmebeständige Kunststoffe sind gebräuchlich. Ein Nachteil der Torpedosicherung ist die geringe, ringförmige Kontaktfläche, die bei ungenügender Druckkraft der gelochten Haltefeder hohe Übergangswiderstände verursachen kann. Dies führt zu einer übermäßigen Erwärmung der Kontaktstelle, was eine weitere Oxidation der ohnehin geschädigten Kontaktstelle begünstigt.

### Stecksicherungen

#### Flachstecksicherungen

KFZ-Sicherungen, Baugrößen

Die 1976 entwickelte Bauform der Flachstecksicherung ist nach ISO 8820-3 genormt und wird nur für Kleinspannungen, hauptsächlich in Kraftfahrzeugen, verwendet. Ein gebräuchlicher Markenname ist ATO-Fuse (Automotive Technology Organization), dieser ist ein eingetragenes Warenzeichen von Littelfuse Incorporated. Im Gegensatz zu ATS-Sicherungen verfügt diese Bauform über eine Zertifizierung der Underwriters Laboratories (UL). Der Sicherungstyp besitzt ein Abschaltvermögen von 1000 A bei 32 V DC (bzw. 58 V DC). Gängige Baugrößen sind die Standard-Flachsicherung und die Mini-Flachsicherung.
| Typ                                                  | Alternative Bezeichnungen | Abmessung L × B × H (mm) | Stecker- breite | Übliche Nennströme                             |
| ---------------------------------------------------- | ------------------------- | ------------------------ | --------------- | ---------------------------------------------- |
| Niedrige Mini-Stecksicherung (low-profile mini fuse) |                           | 10,9 × 3,81 × 8,73       |                 | 2; 5; 7,5; 10; 15; 20; 25; 30                  |
| Mini-Stecksicherung (mini fuse)                      | FK1, Mini                 | 10,9 × 3,6 × 16,3        |                 | 2; 3; 4; 5; 7,5; 10; 15; 20; 25; 30            |
| Micro2-Stecksicherung                                |                           | 09,1 × 3,8 × 15,3        |                 | 3; 5; 7,5; 10: 15; 20; 25; 30                  |
| Standard-Stecksicherung (regular ATO fuse)           | FK2, Midi, FKS, TF        | 19,1 × 5,1 × 18,5        | 6,3 mm          | 1; 2; 3; 4; 5; 7,5; 10; 15; 20; 25; 30; 35; 40 |
| Maxi-Stecksicherung (maxi fuse)                      | FK3; Maxi                 | 29,2 × 8,5 × 34,3        |                 | 20; 25; 30; 35; 40; 50; 60; 70; 80; 100; 120   |

Die Bemessungsstromstärke von Standard- und Mini-Flachstecksicherungen wird durch die Farbe ihres Kunststoffkörpers gekennzeichnet.

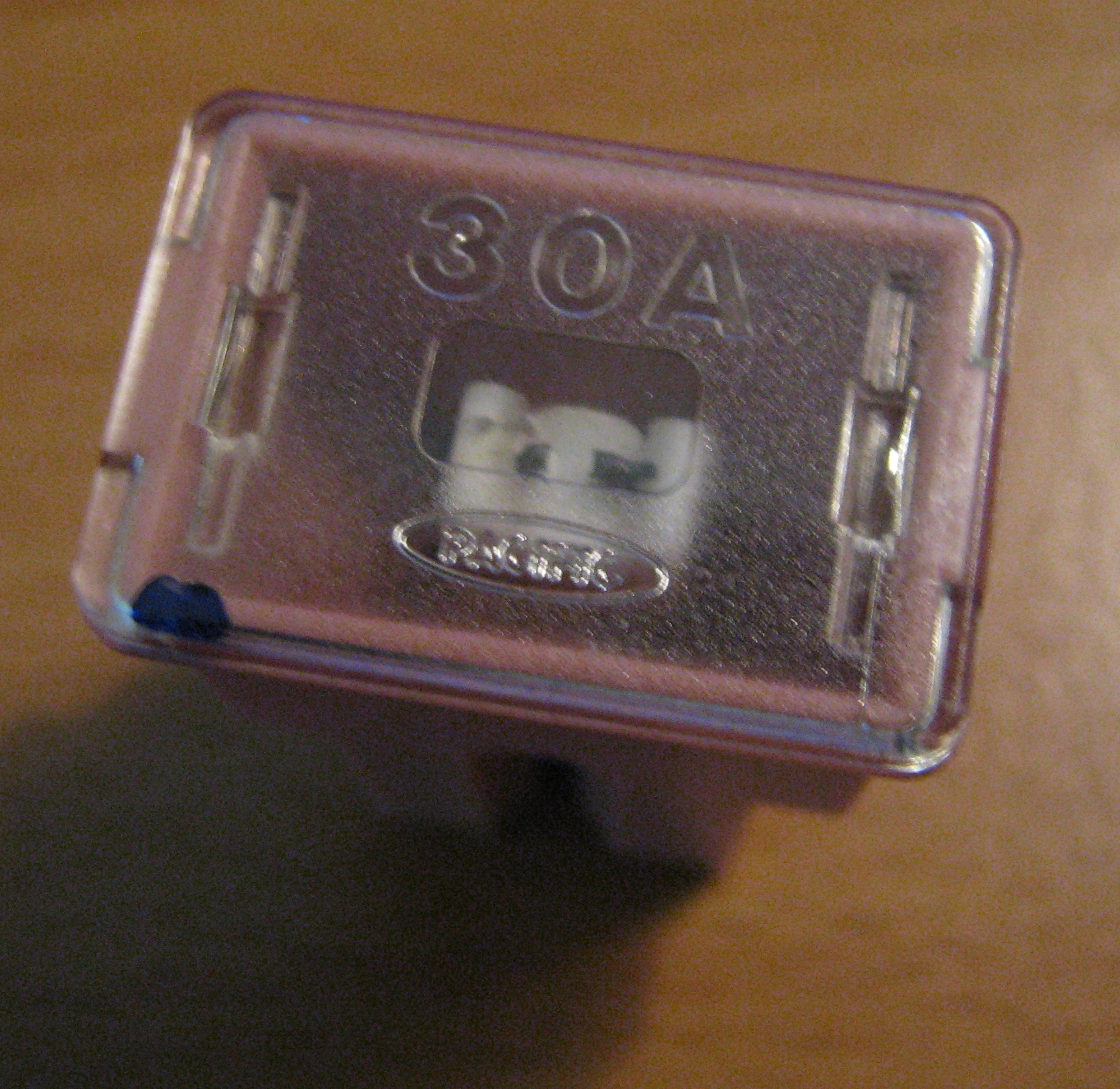
Block- bzw. JASO-Sicherung, 30 A (ausgelöst)

| 1 A      | 2 A       | 3 A      | 4 A   | 5 A        | 7,5 A      | 10 A  | 15 A     | 20 A  |
| -------- | --------- | -------- | ----- | ---------- | ---------- | ----- | -------- | ----- |
|  schwarz |  grau     |  violett |  rosa |  hellbraun |  braun     |  rot  |  blau    |  gelb |
|          |           |          |       |            |            |       |          |       |
| 25 A     | 30 A      | 40 A     | 50 A  | 60 A       | 70 A       | 80 A  | 100 A    |       |
|  matt    |  blaugrün |  orange  |  rot  |  blau      |  hellbraun |  klar |  violett |       |

#### Blocksicherungen
Vorwiegend in japanischen Fahrzeugen sind sogenannte Blocksicherungen oder JASO-Sicherungen üblich und nach der JASO D612-4:2001 genormt. Es sind Sicherungen mit Buchsenkontakten und Steckzungen gebräuchlich; die zum Stecken erforderliche Kraft ist spezifiziert. Der Markenname JCASE ist ebenfalls ein eingetragenes Warenzeichen der Littelfuse Incorporation. Übliche Baugrößen sind JCASE und Low Profile JCASE.

### Streifensicherungen

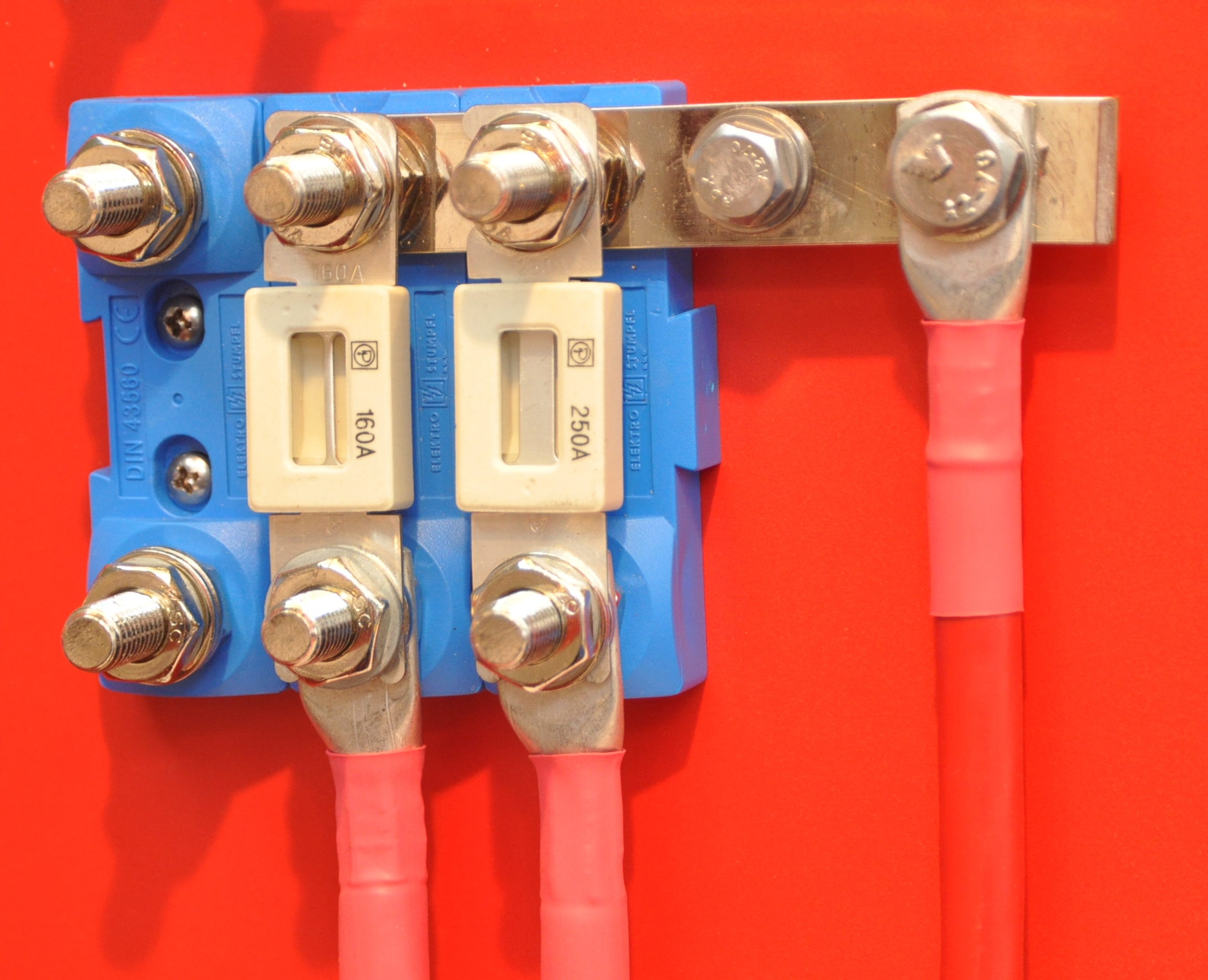
Streifensicherungen nach DIN 43560

Zur Absicherung von Strömen ab 30 A gibt es Streifensicherungen oder Blattsicherungen nach DIN 43560-1 (zurückgezogenen 06/2012) oder DIN 72581-2. Andere Namen bzw. Bauformen sind ANL-Sicherung bzw. ANL-Streifensicherung oder auch BF1-Sicherung. Die Streifensicherung wird verschraubt, da sich der Kontaktwiderstand von Steckkontakten nicht beliebig reduzieren lässt und damit die Kontaktbelastung durch die hohen elektrischen Ströme zu groß wäre. Streifensicherungen bestehen aus einem ausgestanzten Streifen aus Sicherungsblech. Neben der offenen Bauform A/AN ist auch die geschlossene Bauform B/BN gebräuchlich. Streifensicherungen können mit Keramikgehäuse und Sichtfenster oder mit Kunststoff-Isolierung ausgestattet sein. Das Gehäuse dient als Brandschutz des bei über 24 V möglichen Entstehens eines Störlichtbogens während des Durchbrennens. Häufig befinden sich solche Sicherungen in Fahrzeugen in unmittelbarer Nähe der Starterbatterie in einem Sicherungskasten, z B. ist die Installation auf der Batterie selbst möglich. Auch in Elektrofahrzeugen, z. B. in Gabelstaplern, ist diese Sicherungsart gebräuchlich. Zu beachten ist, dass temperaturabhängig kurzzeitig auch ein höherer Strom als der angegebene Dauerstrom von der Streifensicherung getragen werden kann.
|                       | DIN 72581-2        | DIN 43560-1                                                           |
| Länge                 | 41 mm              | 82 mm                                                                 |
| Breite                | 11 mm              | 20 mm                                                                 |
| Kontaktabstand        | 30 mm              | 60 mm                                                                 |
| Kontaktöffnung        | 5,5 mm (M5)        | 11 mm (M10)                                                           |
| Bemessungs- Strom     | 30, 50, 80, 100 A  | 35, 50, 63, 80, 100, 125, 160, 200, 250, 300, 355, 425 A              |
| Auslösezeit (minimal) | 1 h bei 1,3 × IN   | bis 200 A: 1 h bei 1,5 × IN 250−425 A: 1 min bei 1,6 × IN             |
| Auslösezeit (maximal) | 1 min bei 2,5 × IN | 1 min bei 2,2 × IN 0,8 bis 10 s bei 2,5 × IN 0,2 bis 2 s bei 4,0 × IN |
| Spannungsfall         | maximal 80 mV      |                                                                       |

Streifensicherungen ab 200 A dürfen nicht dauerhaft mit Nennstrom belastet werden, die zulässige Belastung richtet sich nach der angeschlossenen Leitung. Auch sind Streifensicherungen verlässlich nur mittels Werkzeug austauschbar und sind nach Norm DIN 72581-4 (zurückgezogen 08/2006) nur stromlos zu wechseln. Sie zählen somit rechtlich zu den durch elektrotechnische Laien nicht bedienbaren Bauteilen. Zur Absicherung des Kabels zwischen Solarmodul und Wechselrichter kommen zum Teil Sicherungshalter mit Rändelmuttern zum Einsatz, welche einen werkzeuglosen Wechsel ermöglichen. Dabei ist zu beachten, dass zur Gewährleistung eines geringen Übergangswiderstands ein Mindest-Anzugsdrehmoment erzielt werden muss. 
In Kraftfahrzeugen werden aus wirtschaftlichen Gründen meist Schmelzsicherungen verwendet. Elektrische Fensterheber besitzen aus Sicherheitsgründen zusätzlich elektronische Sicherungen, welche dabei auch als Einklemmschutz verwendet werden.

## Geräteschutzsicherungen (Feinsicherungen)
Geräteschutzsicherungen, auch verkürzt GS-Sicherungen oder G-Sicherungen genannt, bestehen aus einem kleinen Glas- oder Keramikrohr mit Metallkappen an beiden Enden, zwischen denen sich der Schmelzdraht befindet. Dieser Schmelzdraht ist freiliegend oder in Quarzsand eingebettet. Sie werden auch als Gerätesicherungen, Feinsicherungen und ggf. als Glasrohrsicherungen bezeichnet. G-Sicherungen werden für Nennströme von 0,032 bis 32 A mit einem Abschaltvermögen von etwa 32 A bis 1500 A gefertigt. Es gibt sie in verschiedenen Längen und Durchmessern. In Europa ist das Format 5 × 20 mm und in den USA ¼ × 1¼ Zoll (6,3 × 32 mm) am gebräuchlichsten. Sie werden zum Geräteschutz z. B. in Netzteilen, als Sicherungsklemmen in Schaltschränken und seltener in der KFZ-Elektrik verwendet.

### Kennzeichnung
Auf den Metallkappen sind der Nennstrom, die maximale Spannung und die Auslöse-Charakteristik eingeprägt. Seltener wird eine Farbcodierung oder ein Aufdruck der Werte auf dem Glasrohr angebracht.
| Prägung | Charakteristik |
| ------- | -------------- |
| FF      | superflink     |
| F       | flink          |
| M       | mittelträge    |
| T       | träge          |
| TT      | superträge     |

| Ausschaltvermögen typische Werte bei 250 V AC | Ausschaltvermögen typische Werte bei 250 V AC | Ausschaltvermögen typische Werte bei 250 V AC | typische Bauform                 |
| --------------------------------------------- | --------------------------------------------- | --------------------------------------------- | -------------------------------- |
| L                                             | niedrig                                       | 10 × In (min. 35 A)                           | Glasrohr                         |
| E                                             | erhöht                                        | min. 100 A                                    | Glasrohr, verstärkt oder gefüllt |
| H                                             | hoch                                          | min. 1500 A                                   | Keramikrohr, sandgefüllt         |

Kenngrößen für Geräteschutzsicherungen sind Nennstrom, Nennspannung, Auslösecharakteristik, Ausschaltvermögen und Schmelzintegral. Die Charakteristik ist durch Kennlinien festgelegt und unterscheidet flinke, mittelträge und träge Sicherungen. Beim zehnfachen Nennstrom schalten ab:
- superflinke Sicherungen in weniger als 10 ms,
- flinke Sicherungen zwischen 20 und 30 ms,
- mittelträge Sicherungen zwischen 50 und 90 ms,
- träge Sicherungen zwischen 100 und 300 ms,
- superträge Sicherungen in weniger als 3000 ms (3 s).

Feinsicherungen mit hohem Schaltvermögen sind mit Sand gefüllt oder haben einen Keramikkörper.
Die Nennstrom-Definition und das Ansprechverhalten US-amerikanischer Sicherungen (6,3 × 32 mm) unterscheidet sich von europäischen Typen, sie sind daher meist nicht gegen gleiche Stromwerte austauschbar.

### Auslöseverhalten
Die Auslösezeit ist von der Charakteristik abhängig, ebenso wie vom Strom als Faktor des Nennstroms. Der Sicherungsnennwert ist keineswegs eine harte Grenze, bei der eine Sicherung bei minimaler Überschreitung auslöst. Träge Glassicherungen (nach EN 60127-2 Blatt 3) müssen den 1,5-fachen Nennstrom mindestens eine Stunde halten. D. h. die Sicherung darf hierbei nicht auslösen. Bei 2,1-fachem Nennstrom muss sie spätestens nach 2 Minuten auslösen, bei 4-fachem nach 3 Sekunden und bei 10-fachem nach spätestens 0,3 Sekunden.
Das benötigte oder aber auch unerwünschte Auslösen einer Sicherung durch einen kurzzeitigen hohen Stromstoß, z. B. beim Einschalten eines Transformators, hängt mit dem Schmelzintegral der Sicherung zusammen. Das Schmelzintegral ist ein Wert aus Strom und Zeit, I2t mit der Einheit A2s. Beim Beispiel mit dem Einschaltstromstoß am Transformator muss mit einem 10- bis 20-fachen des Nennstroms des Transformators für einige Millisekunden gerechnet werden. Ist dieser Wert größer als das Schmelzintegral der erforderlichen Sicherung, so wird zusätzlich eine Einschaltstrombegrenzung benötigt.

### Feinsicherungen mit Drahtanschlüssen
Gerätesicherungen werden auch mit Drahtanschlüssen (axial oder radial) zum direkten Einlöten in Platinen hergestellt.

### Britische Sicherungen nach BS 1362
In Großbritannien und einigen anderen Ländern sind im Netzstecker Feinsicherungen (flink) nach BS 1362 eingebaut. Sie sind erforderlich, um den notwendigen Abschaltstrom für ein Gerätes zu reduzieren, da Steckdosen häufig mit 25, 30 oder 32 A abgesichert sind.
- Abmessungen: ¼ Zoll × 1 Zoll (6,3 × 25,4 mm)
- lieferbare Werte: 1, 2, 3, 5, 7, 10 und 13 A; Normwerte: 3 A (rot), 5 A (schwarz) und 13 A (braun)
- hohes Schaltvermögen (6000 A bei 240 V AC), deshalb aus Keramikrohr mit Sandfüllung

### Bauformen von Feinsicherungen
Die folgenden Bilder verdeutlichen die unterschiedlichen Bauformen von Feinsicherungen

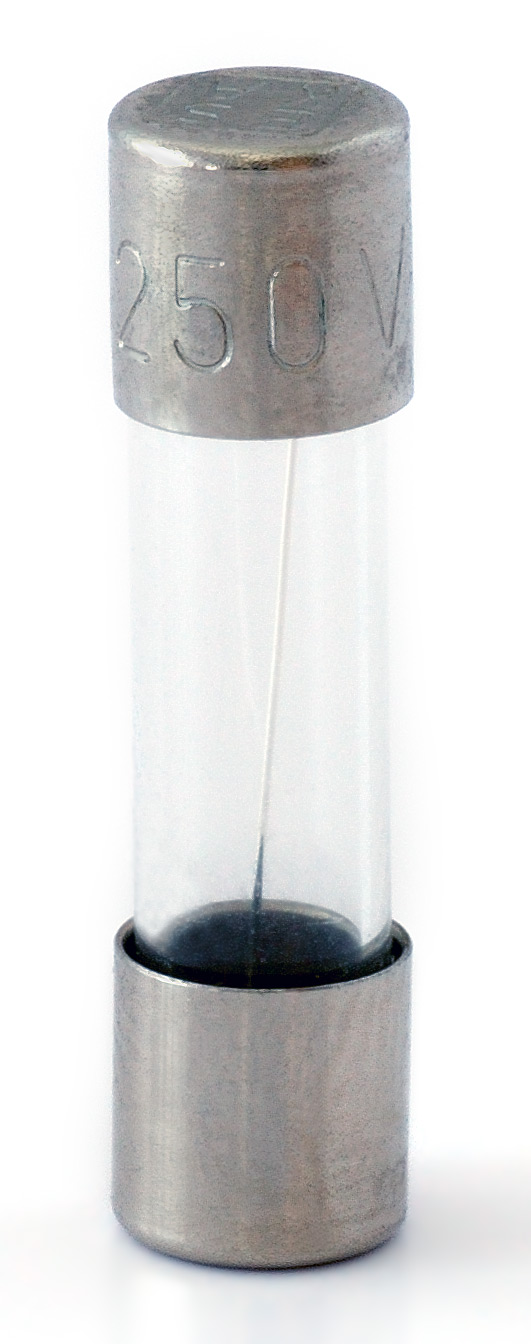
Feinsicherung 5×20 mm
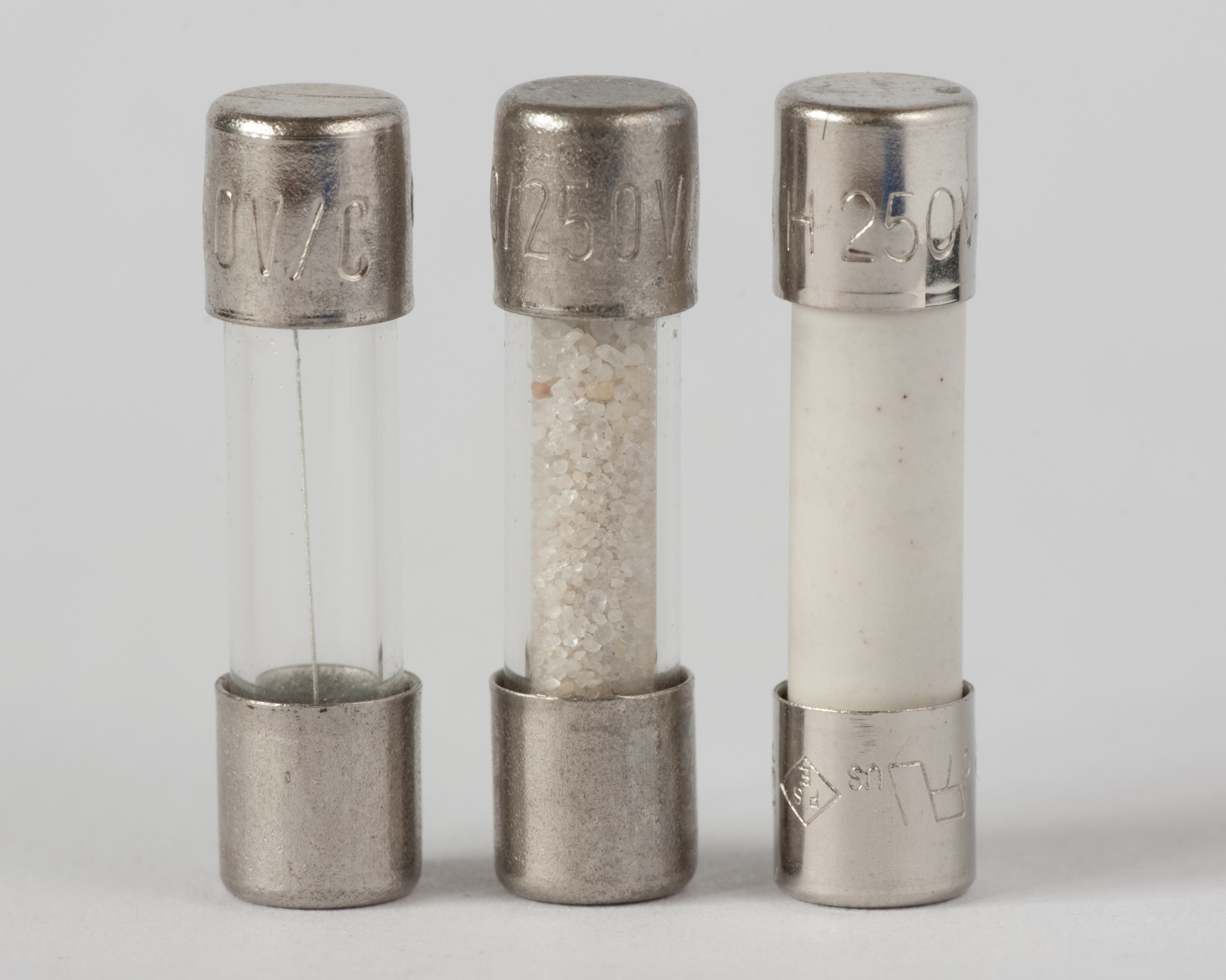
Feinsicherung mit Glasgehäuse ohne und mit Sandfüllung und mit Keramikgehäuse (ebenfalls mit nicht sichtbarer Sandfüllung)
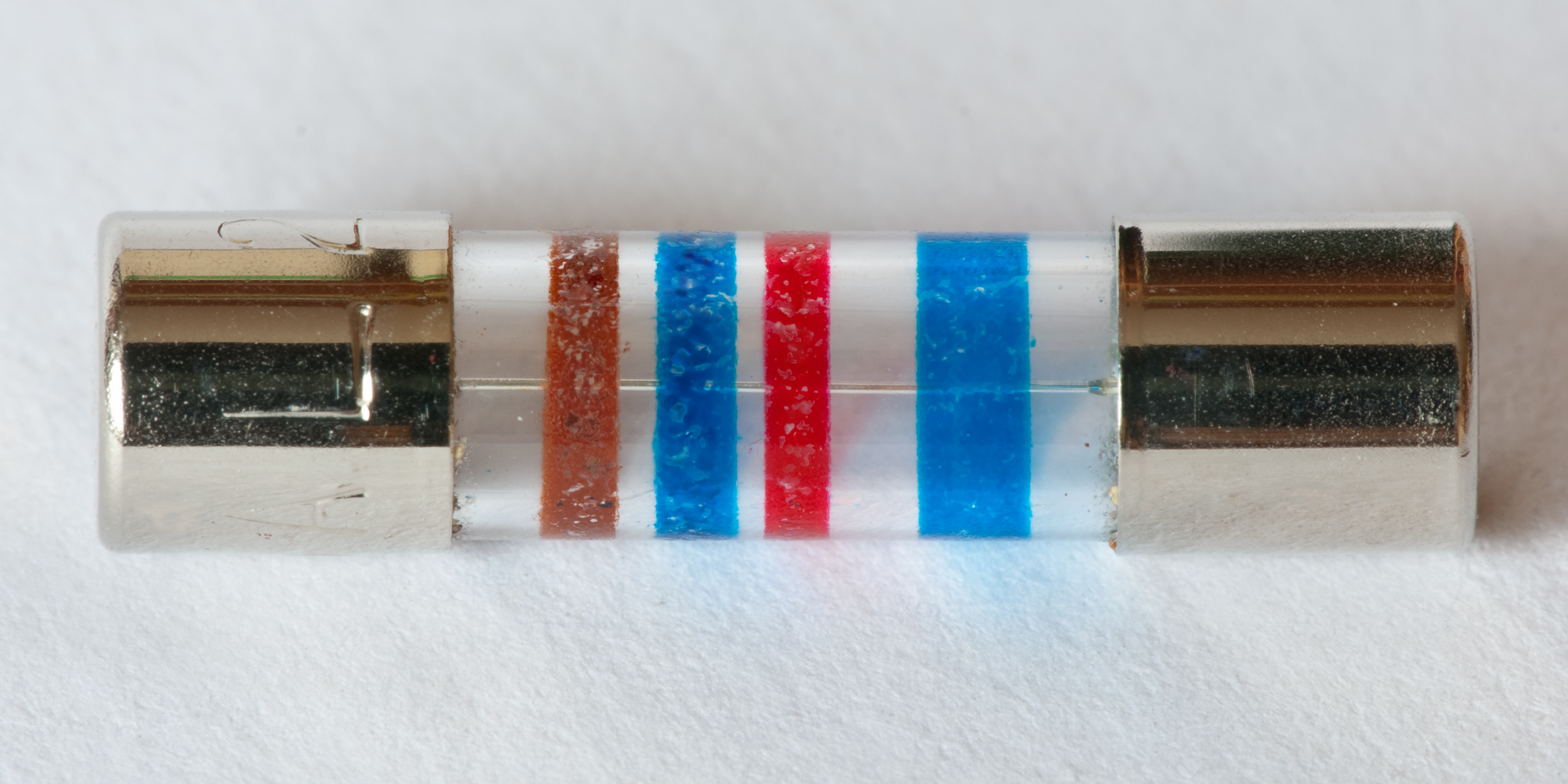
Feinsicherung 5×20 mm mit Farbkodierung ähnlich der von Widerständen. Der breite Streifen ist rechts, damit wird die Leserichtung festgelegt. Die Farbringe bedeuten: braun: 1 blau: 6 rot: 102 = 100 blau: Auslösecharakteristik und steht für 1600 mA, mittelträge
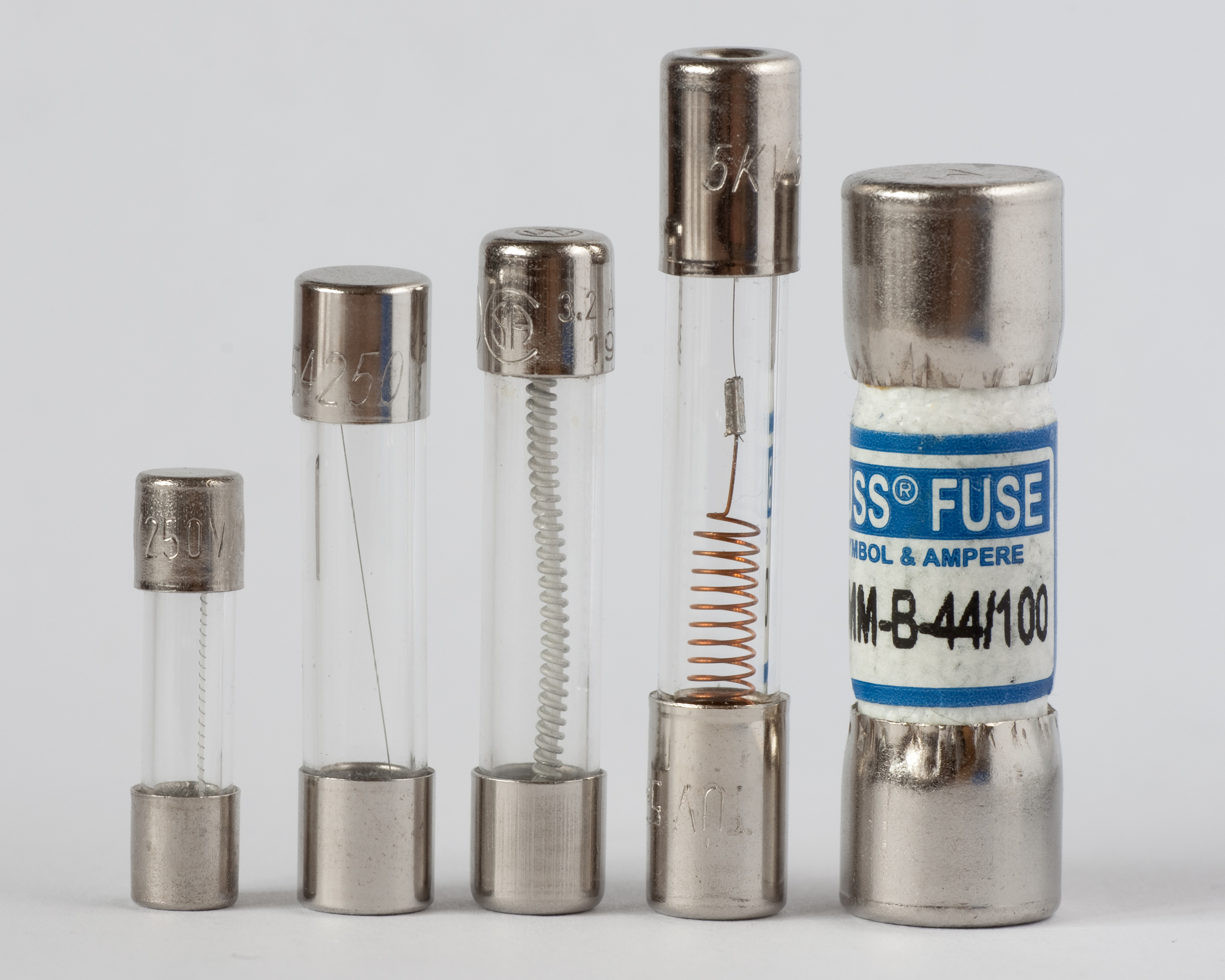
Größenvergleich (v. l. n. r.) 5×20 mm; 6×30 mm; 6,3×32 mm (¼ × 1¼ Zoll); 6,3×40 mm; 10×34,9 mm
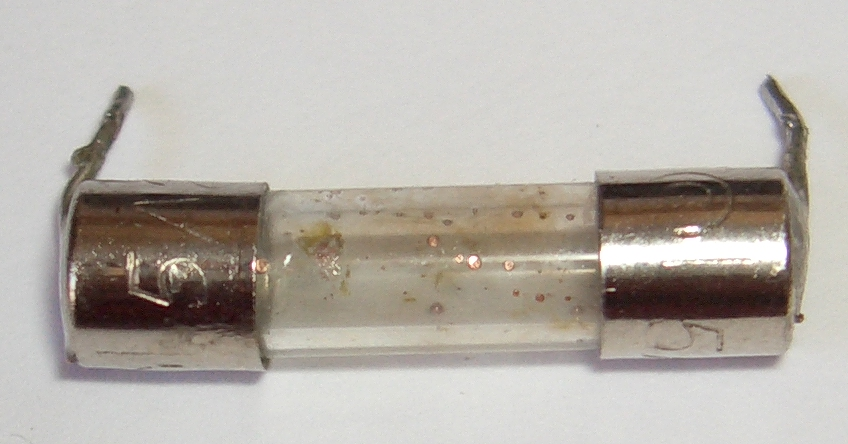
Gerätesicherung 5 × 20 mm, zum Einlöten in Printplatten, nach Defekt. Rückstände des Schmelzdrahtes sind am Glaskolben zu sehen.

- Größenvergleich (v. l. n. r.)
5×20 mm;
6×30 mm;
6,3×32 mm (¼ × 1¼ Zoll);
6,3×40 mm;
10×34,9 mm
- Gerätesicherung 5 × 20 mm, zum Einlöten in Printplatten, nach Defekt. Rückstände des Schmelzdrahtes sind am Glaskolben zu sehen.

## Niederspannungssicherungen
Niederspannungssicherungen nach IEC 60269 (vormals IEC 269, entspricht EN 60269 und VDE 0636) werden im Verteilnetz, in der Industrie und beim Endabnehmer, z. B. im Sicherungskasten eingesetzt. Die typische Nennspannung ist 230/400 V AC. Für Industrieanlagen gibt es Ausführungen bis 1000 V Gleich- oder Wechselspannung.
Es gibt verschiedene Bauformen (z. B. Schraubsicherungen, NH-Sicherungen, Zylindersicherungen), die wiederum jeweils in verschiedenen Betriebsklassen (Auslösecharakteristiken) hergestellt werden.

### Auslösecharakteristik

Zeit-Strom-Diagramm für Betriebsklasse gG (gL), Beispiel

Schmelzsicherungen sind, wie andere Sicherungselemente auch, durch ihre Auslösecharakteristik gekennzeichnet. Sie ist zusammen mit dem Nennstrom und dem Schaltvermögen eine wichtige Kenngröße.
Die Auslösecharakteristik beschreibt in einem Zeit-Strom-Diagramm das Toleranzfeld der Auslösezeit bei bestimmten auf den Nennstrom bezogenen relativen Überströmen. Die Toleranzen bei gleicher Charakteristik sind relativ groß. Bei 1,5-facher Überlast beträgt die Auslösezeit etwa eine Stunde; beim 15-fachen Nennstrom (Kurzschluss) beispielsweise unter 50 ms. Charakteristisch für alle Zeit-Strom-Diagramme von Sicherungselementen ist, dass die Toleranzbreite bei geringem Überstrom größer als bei relativ hohen Überströmen ist. Sind enge Abschalttoleranzen erforderlich (z. B. zum Schutz eines kleinen Transformators gegen Überlast), ist eine Schmelzsicherung daher oft ungeeignet. Alternativ werden dann Temperatursicherungen oder Bimetall-Überstromschalter eingesetzt.

### Betriebsklassen von Niederspannungssicherungen
Träge D-Sicherungen wurden um ca. 1930 eingeführt. Zur Unterscheidung von herkömmlichen flinken Sicherungen wurden sie mit einer stilisierten Schnecke gekennzeichnet, für die Schweiz mit dem umkreisten Buchstaben T. 1967/68 wurde für Leitungsschutzsicherungen die Unterscheidung zwischen träge und flink (normal) aufgegeben und die einheitliche Betriebsklasse gL (später gG) eingeführt. Die Kennlinie gL (gG) ist trägflink, d. h. bei niedrigen Kurzschlussströmen träge und bei hohen flink. Die Kennzeichnung mit dem Schneckensymbol wurde für gL D-Sicherungen noch für Jahrzehnte beibehalten.
Als Faustregel für Sicherungen mit der Betriebsklasse gG (gL) gilt: Bei vierfacher Überschreitung, also dem Fünffachen des Bemessungsstromes, reagiert die Sicherung innerhalb von fünf Sekunden, bei neunfacher Überschreitung beträgt die Reaktionszeit 0,2 Sekunden.
Die Betriebsklasse einer Niederspannungssicherung wird durch zwei Buchstaben bezeichnet, von denen der erste Buchstabe die Funktionsklasse und der zweite Buchstabe das Schutzobjekt kennzeichnet. Die Funktionsklasse einer Sicherung kennzeichnet seine Fähigkeit, bestimmte Ströme ohne Beschädigung zu führen und Überströme oberhalb eines Bereichs ausschalten zu können.
| g | Ganzbereichssicherung („general purpose fuse“) Ströme werden mindestens bis zum Bemessungsstrom der Sicherung dauerhaft geführt, Auslösung bei Strömen vom kleinsten Schmelzstrom bis zum Bemessungsausschaltstrom                                                    |
| a | Teilbereichssicherung („accompanied fuse“, begleitende Sicherung) Ströme werden wenigstens bis zum Bemessungsstrom der Sicherung dauerhaft geführt, Auslösung bei Strömen oberhalb eines bestimmten Vielfachen des Bemessungsstromes bis zum Bemessungsausschaltstrom |

| G  | Schutz für allgemeine Zwecke („general application“) |
| M  | Schutz von Motorstromkreisen                         |
| R  | Halbleiterschutz („rectifier“, Stromrichter)         |
| S  | Halbleiter- sowie Kabel- und Leitungsschutz          |
| B  | Bergbauanlagen                                       |
| Tr | Transformatorenschutz                                |
| L  | Kabel- und Leitungsschutz (veraltet)                 |

| gG                        | Ganzbereichs-Schutz: Standardtyp für allgemeine Anwendung (trägflink). Praktisch identisch mit den Vorläufern gL bzw. gⅠ.                                       |
| gR                        | Ganzbereichs-Schutz: Halbleiterbauelemente, (superflink, schneller als gS).                                                                                     |
| gS                        | Ganzbereichs-Schutz: Halbleiterbauelemente und Leitungsschutz (superflink). Ersetzt seit 2006 die Werksnormen gRL (SIBA) und gGR (Ferraz/Lindner).              |
| gF                        | Ganzbereichs-Schutz: Industrieanlagen, Kraftwerke, Bahnstromsysteme, Oberleitungsbusse; 690 V, 750 V, 1200 V; (Fast acting, flink)                              |
| gPV                       | Ganzbereichs-Schutz: neue Betriebsklasse speziell für Photovoltaik (superflink). Genormt seit 2010. Ähnlich gR und gS, jedoch für Gleichstrom ausgelegt.        |
| aR                        | Teilbereichs-Schutz: Kurzschlussschutz für Halbleiterbauelemente (superflink). Achtung: Kein Überlastschutz! Dieser muss anderweitig gewährleistet sein.        |
| aM                        | Teilbereichs-Schutz: Kurzschlussschutz für Schaltgeräte in Motorstromkreisen (träge). Achtung: Kein Überlastschutz! Dieser muss anderweitig gewährleistet sein. |
| gTr                       | Ganzbereichs-Schutz: (Verteilnetz-)Transformatoren, Sekundärseite (z. B. 400 V). Trägt 130 % Last mindestens 10 Stunden; nationaler VDE-Typ.                    |
| gB                        | Ganzbereichs-Schutz: Bergbauanlagen (kurzschlussflink). Betriebsspannungen bis 1000 V; nationaler VDE-Typ.                                                      |
| Veraltete Betriebsklassen | |
| gL                        | Ganzbereichs-Schutz: Kabel- und Leitungsschutz, trägflink (veralteter VDE-Typ). 1998 international abgelöst durch und praktisch identisch mit gG.               |
| gⅠ                        | Ganzbereichs-Schutz: trägflink (veralteter internationaler IEC-Typ). In der Schweiz: gL2. 1998 abgelöst durch und praktisch identisch mit gG.                   |
| gⅡ                        | Ganzbereichs-Schutz: flink (veralteter internationaler IEC-Typ). In der Schweiz: gL1. Abgelöst durch gG.                                                        |
| TF, gTF                   | trägflink, Vorläufer von gL. |

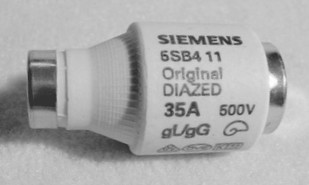
D-Sicherung Betriebsklasse gG und gL, mit Schneckensymbol

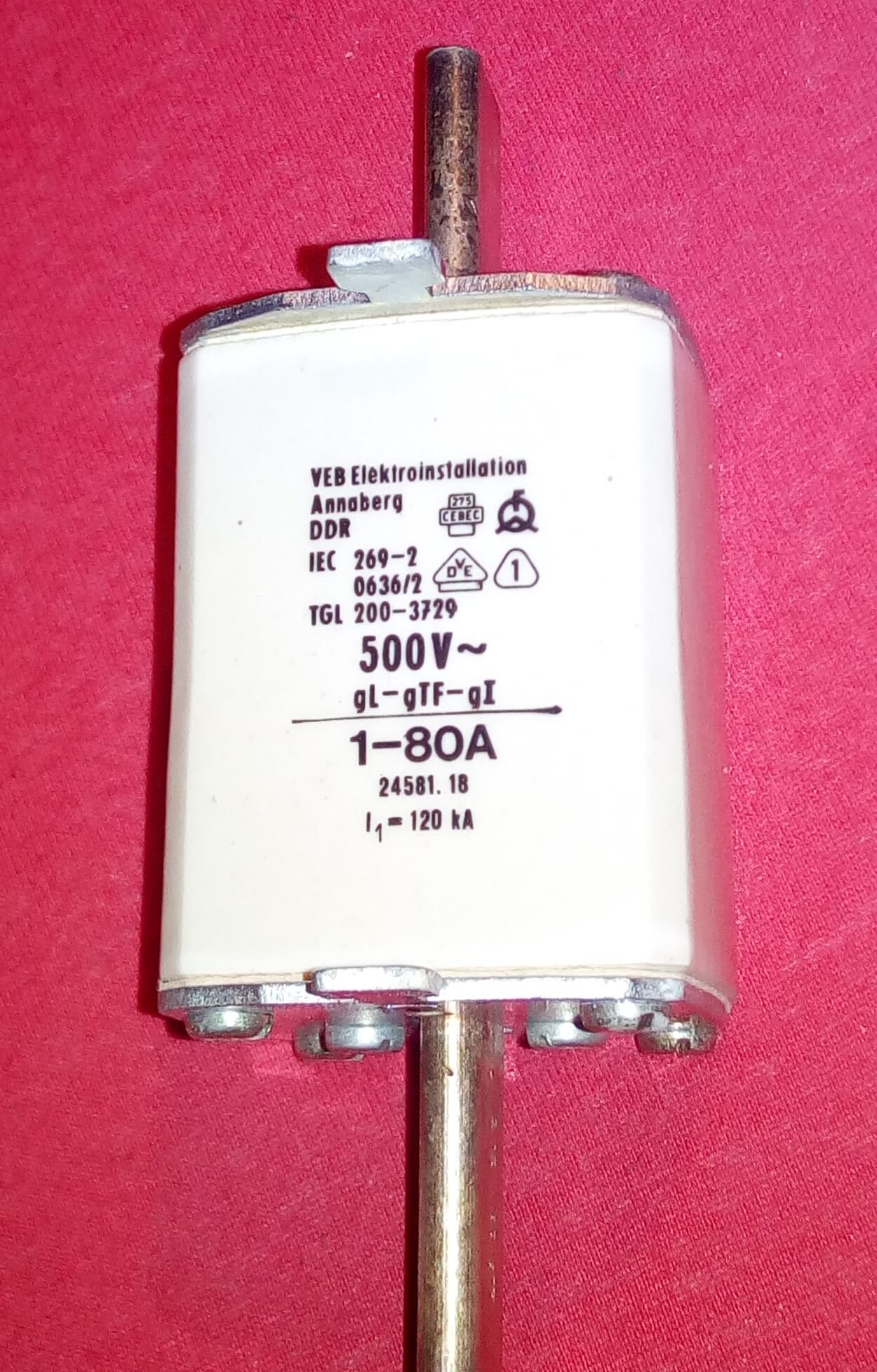
Ältere NH-Sicherung (ca. 1980) mit den Betriebsklassen gL, gTF und gⅠ

Europäische und US-amerikanische Sicherungen unterschieden sich hinsichtlich ihrer Nennstromdefinition und Auslösecharakteristiken.
Eng mit der Auslösecharakteristik verbunden ist die Selektivität einer Elektroverteilanlage: Bei Kurzschluss oder Überlast soll nur die Sicherung des betroffenen Stromkreises auslösen, jedoch keine in der Hierarchie höher liegende Sicherung, welche noch andere Stromkreise absichert. Daher müssen die Sicherungen hinsichtlich ihres Ansprechverhaltens aufeinander abgestimmt sein.
Im Kurzschlussfall oder bei hohem Einschaltstrom ist die Durchlassenergie I2t (Integral des quadrierten Stromes über die Zeit, kurz Schmelzintegral oder Stromintegral) wichtig. Es beschreibt bei Multiplikation mit dem ohmschen Widerstand der Sicherung denjenigen Energiewert, der gerade noch nicht zur Auslösung führt: die Wärmeleistung (Stromwärme) am Sicherungselement hängt vom Quadrat des Stromes ab und führt innerhalb einer bestimmten Zeit zu einer bestimmten, die Auslösung bewirkenden Temperatur. Die Durchlassenergie sollte bei der Dimensionierung von Schmelzsicherungen nie ganz ausgeschöpft werden, da diese sich während vieler solcher Einschaltzyklen mit der Zeit thermisch bedingt verändern und ggf. vorzeitig ansprechen.

### Schraubsicherungen und D0-Schmelzeinsätze für Sicherungslasttrennschalter

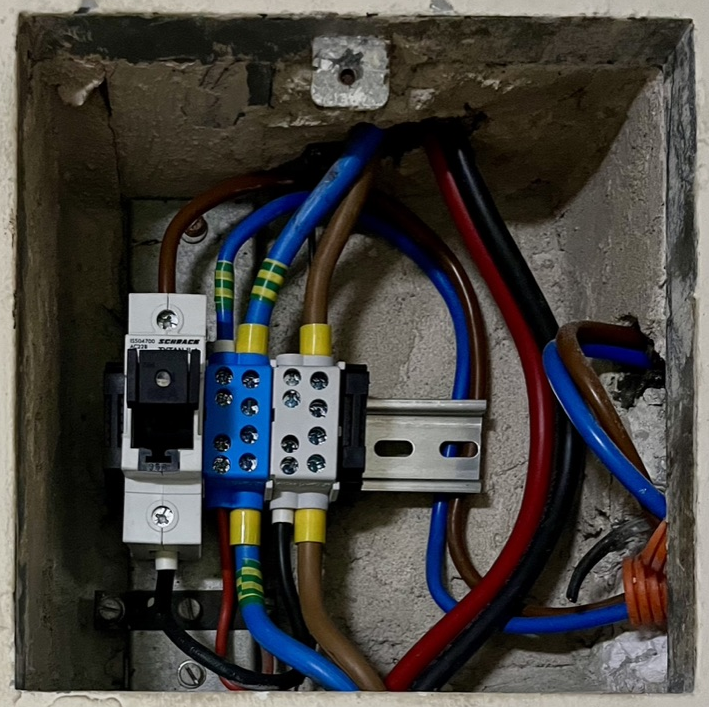
Ein D02-Sicherungslasttrennschalter für 35 A als Vorzählersicherung. (Rechts davon die Abzweigklemmen für Neutral- und Außenleiter von und zu den anderen Wohneinheiten.)

Aufgrund der historischen Entwicklung versteht man unter Schraubsicherungen die Edison-Sicherungen sowie die Systeme Diazed (D), Neozed (D0) und DL. Die Systeme D0 (BRD, 1967, Schaltvermögen 50 kA) und DL (DDR, Schaltvermögen 20 kA) sind als platz-, material- und energiesparende Weiterentwicklungen des D-Systems entstanden. Neben dem D-System gilt seit der Wende auch das weniger belastbare DL-System als veraltet. Da Schraubsockel aufgrund wiederholter Anwenderfehler nicht mehr als für Laien geeignet gelten und das Ein- und Aussetzen der Schmelzeinsätze unter Spannung wegen möglicher Lichtbögen und dadurch beschädigter Kontaktflächen sowie allgemein unzuverlässiger Kontaktierung problematisch ist, werden heutzutage anstelle von Schraubsockeln Sicherungslasttrennschalter verbaut, in denen Neozed (D0)-Schmelzeinsätze durch Federkraft kontaktiert werden, wodurch die Bezeichnung Schraubsicherung bei modernen Neozed-Installationen eigentlich nicht mehr zutreffend ist. Auch die französischen Haushalts-Zylindersicherungen (cartouche fusible cylindrique domestique, das Schaltvermögen beträgt bis 16 A Nennstrom 6 kA, darüber 20 kA) werden in Sicherungslasttrennschalter eingesetzt, wodurch sie ebenfalls keine Schraubsicherungen sind.

#### Edison-Sicherung

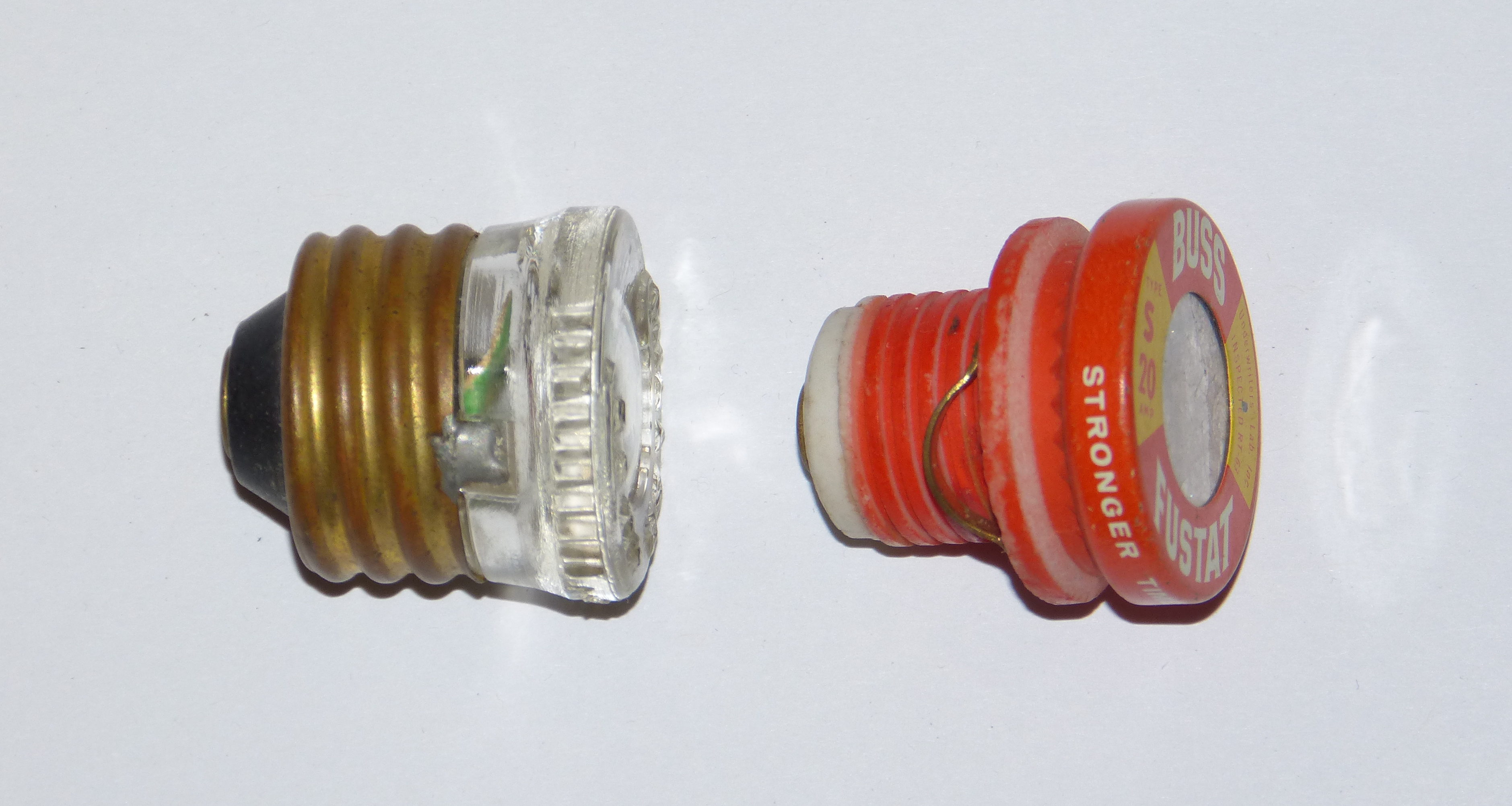
Edison-Sicherung (links) und weiterentwickelte Sicherung Typ S (rechts)

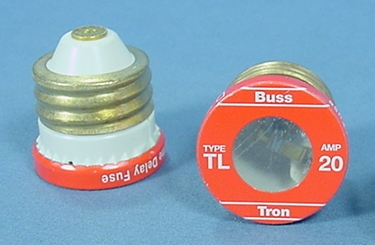
Plug-Fuse (Stöpselsicherung) mit Edisongewinde (USA)
Typ TL, 20 A, 125 V (AC only)

Die Edison-Sicherungen (auch als Plug-Fuse – Stöpselsicherung – bezeichnet) wurde von Thomas Alva Edison im Jahre 1885 zum Patent angemeldet und ist noch heute in älteren Installationen in Nordamerika im Gebrauch. Es handelt sich um ein einteiliges System, bei dem der Sicherungskörper am unteren Ende sein eigenes Schraubgewinde enthält. Eine separate Halterung ist nicht vorhanden. Verfügbar sind die Sicherungen mit Werten zwischen 5 und 30 A im Abstand von jeweils 5 A.
Die ursprünglichen Edison-Sicherungen werden heute als Typ T bezeichnet, die später auf den Markt gekommene Weiterentwicklung als Typ S. Bei der Edison-Sicherung ist das Schraubgewinde bei allen Stromstärken gleich, so dass es möglich ist, eine zu starke Sicherung einzusetzen. Beim Typ S sind Sicherungskasten und Gewinde der Sicherung je nach Stromstärke verschieden, so dass das Einsetzen von Sicherungen mit falschen Werten nicht möglich ist. Ältere Anlagen können teilweise mit Passschrauben auf den Typ T umgerüstet werden.
Edison-Sicherungen sind auch mit verschiedenen Auslösezeiten verfügbar. Beispielsweise reagiert Typ W flink, Typ TL reagiert träge und kommt zum dort Einsatz, wo eine kurzzeitiges Überschreiten der Nennstromstärke möglich sein muss.

#### D, DL und D0

##### D-System (DIAZED)

D-Schraubsicherung mit Gehäuse

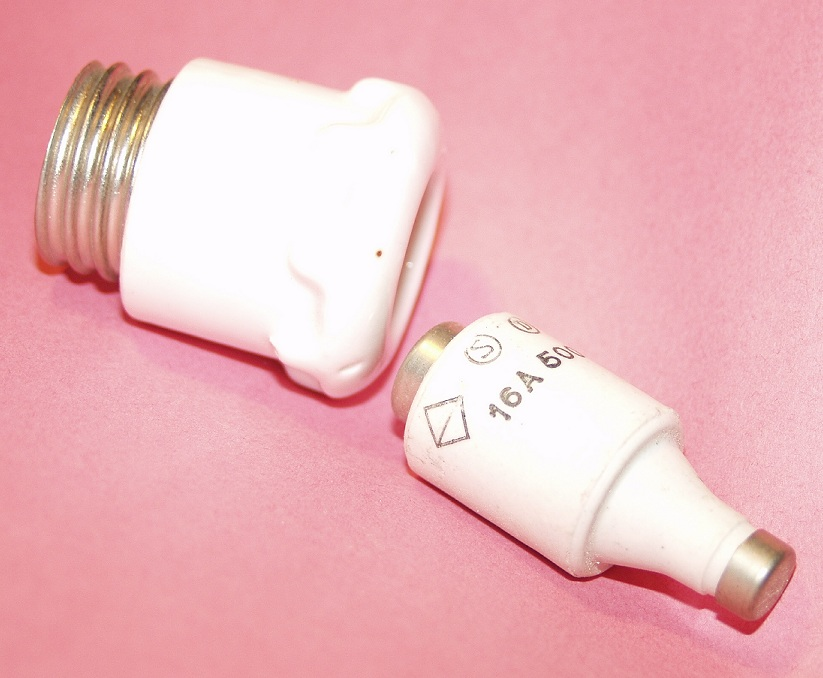
DⅡ-Schmelzeinsatz 16 A (rechts) und Schraubkappe

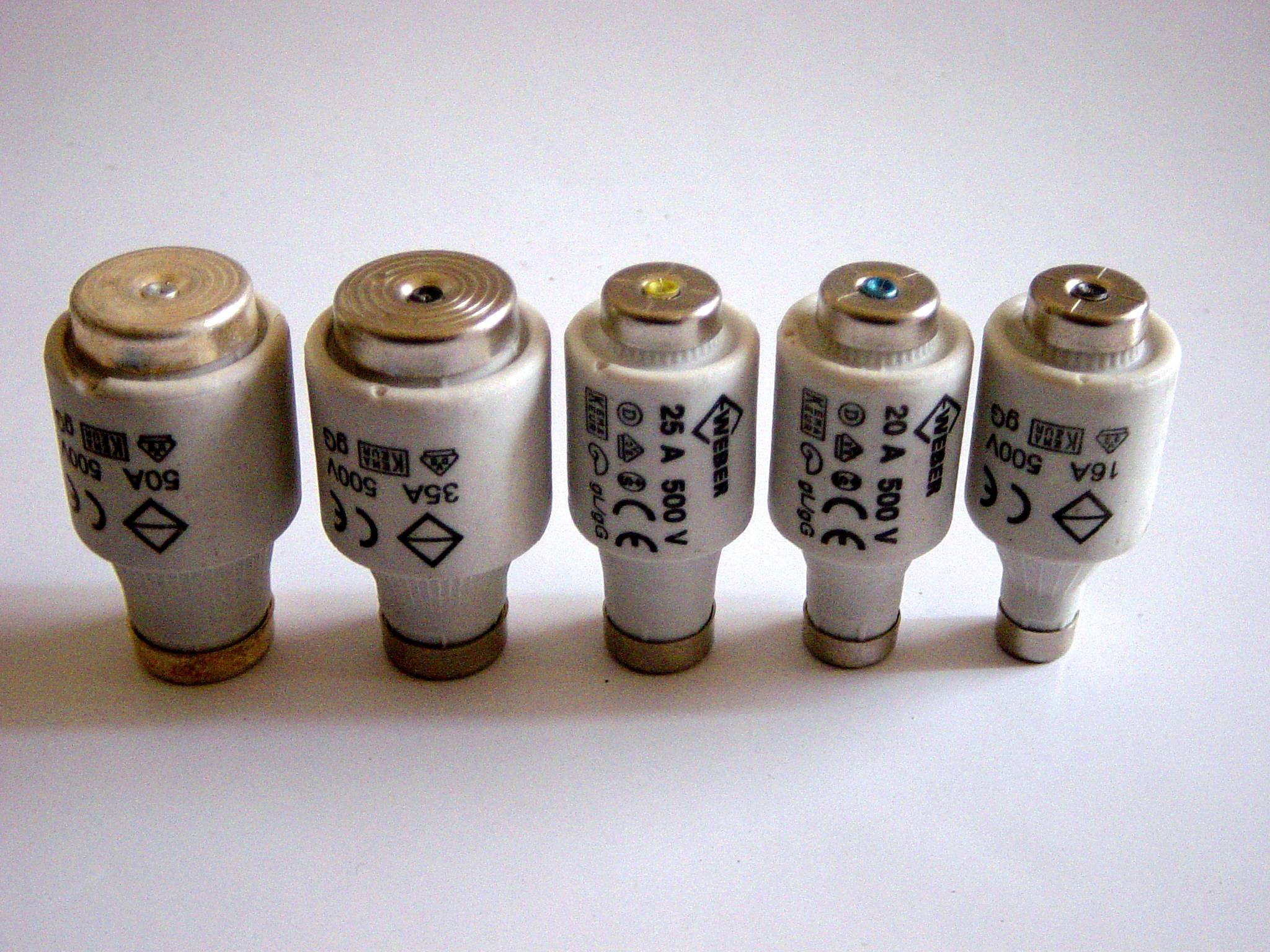
DⅢ-Sicherungen 50 A, 35 A
DⅡ-Sicherungen 25 A, 20 A, 16 A

Das D-System (auch DIAZED; diametrisch abgestufter zweiteiliger Edison-Schmelzstöpsel) wurde von den Siemens-Schuckertwerken entwickelt, zuerst in der heutigen Größe DⅡ. Da DIAZED eine Marke ist, lautet die neutrale Normbezeichnung D-System bzw. D-Sicherung. Es ersetzte ab etwa 1909 die bis dahin üblichen einteiligen Schmelzstöpsel, die z. B. in den USA als „plug fuses“ heute noch verwendet werden. Neu war bei diesem System die Trennung von Schraubkappe und Schmelzeinsatz („Patrone“).
Ein Schraubsicherungshalter für eine D-Sicherung besteht aus einem festen Sicherungsunterteil mit dem Passelement (Passschraube) sowie einer abnehmbaren Schraubkappe mit Fenster. Der Sicherungseinsatz (Schmelzeinsatz, Sicherungspatrone, Sicherung) hat einen farbigen Betriebszustandsanzeiger (Kennmelder, auch Schaltzustandsanzeiger oder Unterbrechungsmelder), der sich bei eingeschraubter Sicherung hinter dem Fenster der Schraubkappe befindet, und einen Fußkontakt, der zum Durchmesser des Passeinsatzes paarig ist. Oft sind die Passeinsätze farblich gekennzeichnet und sind identisch zur Farbe des Kennelementes der Sicherung (Tabelle siehe unten). Der Innendurchmesser des isolierten Kopfes der Passschraube limitiert den Halsdurchmesser und damit den Nennstrom der einsetzbaren Sicherungsgrößen nach oben. Die Schraube ist mit einem speziellen (isoliertem) Dreher, dem Passschraubenschlüssel, der in zwei Nute am Zylindermantel des Isolierkörpers eingreift, fest sitzend anzuschrauben und muss passend zur Belastbarkeit der installierten Leitung gewählt sein.
Der Sicherungseinsatz ist der reaktive, wechselbare Teil einer Sicherung.
| Nennstrom          | Farbe    | Fußdurchmesser | Fußdurchmesser | Fußdurchmesser |
| Nennstrom          | Farbe    | D              | DL             | D0             |
| ------------------ | -------- | -------------- | -------------- | -------------- |
| 002 A              |  rosa    | 06 mm          | 08 mm          | 07,3 mm        |
| 004 A              |  braun   | 06 mm          | 08 mm          | 07,3 mm        |
| 006 A              |  grün    | 06 mm          | 08 mm          | 07,3 mm        |
| (10 A mit 6 A Fuß) |  rot     | 06 mm          |                |                |
| 010 A              |  rot     | 08 mm          | 08 mm          | 08,5 mm        |
| (13 A)             |  schwarz | 08 mm          |                | 08,5 mm        |
| 016 A              |  grau    | 10 mm          | 10 mm          | 09,7 mm        |
| 020 A              |  blau    | 12 mm          | 12 mm          | 10,9 mm        |
| 025 A              |  gelb    | 14 mm          |                | 12,1 mm        |
| 032 A              |  violett |                |                |                |
| 035 A (40 A)       |  schwarz | 16 mm          |                | 13,3 mm        |
| 050 A              |  weiß    | 18 mm          |                | 14,5 mm        |
| 063 A              |  kupfer  | 20 mm          |                | 15,9 mm        |
| 080 A              |  silber  |                |                | 21,4 mm        |
| 100 A              |  rot     |                |                | 24,2 mm        |

Schraubsicherungen haben Fußkontakte mit nennstromabhängig abgestuften Durchmessern. Im Unterteil des Sicherungshalters befindet sich ein entsprechendes farbiges Passelement (Passschraube, Passeinsatz), das verhindert, dass Sicherungen mit höherem Bemessungsstrom als vorgesehen eingesetzt werden.
Traditionell gibt es bei den Diazed DII Sicherungen eine Ausnahme, nach der eine 10 A Sicherung auch mit einem Fußkontakt für 6 A Passschrauben ausgestattet sein kann. Die Sonderform wird mit 10A/6F, 10/6A oder 10R/6 bezeichnet.
In der Mitte des Kopfkontakts des Sicherungseinsatzes befindet sich ein farbiges Metallplättchen, der Kennmelder, als Schaltzustandanzeiger. Er ist mit einer Feder unterlegt und wird von einem Draht mit hohem Widerstand gehalten, der am Fußkontakt des Sicherungseinsatzes befestigt ist. Nach Abschmelzen des Schmelzleiters schmilzt auch der Haltedraht des Kennmelders, worauf der Kennmelder ausgeworfen wird. Eine Glasscheibe in der Schraubkappe verhindert das Herausfallen des Kennmelders und ermöglicht eine Sichtkontrolle der ausgelösten Sicherung.
Kennmelder und Passeinsätze sind abhängig vom Bemessungsstrom farblich gekennzeichnet. Bei der Entwicklung der D-Sicherungen 1906 hat man als Gedächtnisstütze die Farben des Germania-Briefmarkensatzes ab 1900 gewählt. Diese und auch spätere Briefmarken hatten folgende Farben:
5-Pfennigmarke grün, 10 Pfennig rot, 15 Pfennig grau, 20 Pfennig blau, 25 Pfennig gelb.
Der wesentliche Unterschied zwischen D- und D0-Sicherungen ist neben den verschiedenen Abmessungen die zulässige Betriebsspannung: Während D-Sicherungen für eine Spannung von bis 500 V, Sondertypen bis zu 750 V (jeweils Gleich- und Wechselspannung) geeignet sind, ist das D0-System nur bis zu einer Spannung von 400 V Wechselspannung und 250 V Gleichspannung bestimmt.
Als Leitungsschutzsicherungen werden heute Schraubsicherungen der Betriebsklasse gG (bis 1998 gL) eingesetzt, z. B. um Leitungen zu Verteilern zu schützen.
Vereinzelt werden noch Schraubsicherungen in Verbindung mit Motorschutzschaltern zum Schutz von Motoren eingesetzt, wenn Maschinen mit besonders hohem Einschaltstrom betrieben werden.
Schraubsicherungen (D, D0) dürfen nur unter folgenden Bedingungen unter Last bedient werden:
- nur von Fachpersonal
  - Wechselspannung über 400 V, Nennstrom maximal 16 A
  - Gleichspannung 25–60 V, Nennstrom maximal 6 A
  - Gleichspannung 60–120 V, Nennstrom maximal 2 A
  - Gleichspannung 120–750 V, Nennstrom maximal 1 A
- auch von Laien
  - Wechselspannung maximal 400 V, Nennstrom bis 63 A
  - Gleichspannung maximal 25 V

D-Sicherungen gibt es in fünf Baugrößen. Die Bezeichnung setzt sich aus dem Buchstaben D und einer römischen Ziffer zusammen. Träge Typen werden auch mit DT bezeichnet.
| Größe                      | Bemessungsstrom (Werte in Klammern sind unüblich) | Gewinde 1        | ⌀ Porzellan- patrone | Länge über alles | Schaltvermögen Nennspannung | Schaltvermögen Nennspannung |
| -------------------------- | ------------------------------------------------- | ---------------- | -------------------- | ---------------- | --------------------------- | --------------------------- |
| DⅠ (Schweiz)               | 2, 4, 6, 10, 16 A                                 | SE 21            | 17 mm                | 33 mm            | 10 kA                       | 250 V AC                    |
| NDz (DⅠ, gF) TNDz (DⅠ, gG) | 2, 4, 6, 10, 16, 20, 25 A                         | E 16             | 13 mm                | 50 mm            | 04 kA 01,6 kA               | 500 V AC 500 V DC           |
| DⅡ                         | 2, 4, 6, 10, (13,) 16, 20, 25, (35) A             | E 27             | 22 mm                | 50 mm            | 50 kA 08 kA                 | 500 V AC 500 V DC           |
| DⅢ                         | (32,) 35, (40,) 50, 63 A                          | E 33             | 27 mm                | 50 mm            | 50 kA 08 kA                 | 500 V AC 500 V DC           |
| DⅣ                         | 80, 100 A                                         | E 40 (alt)       | 33 mm                | 50 mm            | 50 kA 08 kA                 | 500 V AC 500 V DC           |
| DⅣ                         | 80, 100 A                                         | G 1¼″ oder R 1¼″ | 33 mm                | 56 mm            | 50 kA 08 kA                 | 500 V AC 500 V DC           |
| DⅤ                         | 125, 160, 200 A                                   | E 57 (alt)       | 46 mm                | 50 mm            | 50 kA 08 kA                 | 500 V AC 500 V DC           |
| DⅤ                         | 125, 160, 200 A                                   | G 2″ oder R 2"   | 46 mm                | 56 mm            | 50 kA 08 kA                 | 500 V AC 500 V DC           |

Die NDz-Sicherungen (seltener ND oder DⅠ genannt) mit kleinerem Durchmesser wurden Ende der 1920er Jahre eingeführt und auch als „Sparpatronen“ bezeichnet, weil sie mit einer Reduzierhülse auch in DⅡ-Sockel eingebaut werden können. Heute werden sie kaum noch in Altanlagen verwendet, dabei ist die kurze DⅠ-Bauform mit Schraubkappengewinde SE 21 in der Schweiz verbreitet. Die häufigste Diazed-Sicherung ist wohl die Größe DⅡ. Sie passt mit einem Haltefutter auch in DⅢ-Sockel. Die Baugrößen DⅢ, DⅣ und DⅤ werden bis heute in älteren Hausanschlusskästen verwendet. Die Baugrößen DⅣ und DⅤ werden seit Jahrzehnten in Neuanlagen nicht mehr eingebaut, da NH-Sicherungen für derart hohe Ströme und für Bedienung unter Last besser geeignet sind.
Die Baugrößen DⅡ und DⅢ gibt es auch für höhere Bemessungspannungen in normaler oder verlängerter Version. Üblich sind dabei 690 V Dreiphasenwechselstrom in Industrie und Kraftwerken sowie für Bahnstromsysteme und Oberleitungsbusse bis 750 V oder bis 1200 V.
| Größe              | Bemessungsstrom (Werte in Klammern sind unüblich) | Kenn- linie | Gewinde 1               | ⌀ Porzellan- patrone | Länge | Schaltvermögen Nennspannung | Schaltvermögen Nennspannung | Bemerkung                                     |
| ------------------ | ------------------------------------------------- | ----------- | ----------------------- | -------------------- | ----- | --------------------------- | --------------------------- | --------------------------------------------- |
| DⅡ (690 V, normal) | 2, 4, 6, 10, 16, 20, 25 A                         | gF          | E27                     | 22 mm                | 50 mm | 50 kA 08 kA                 | 690 V AC 440 V o. 600 V DC  | Osteuropa, nicht für Neuinstallationen        |
| DⅡ (690 V, normal) | 2, 4, 6, 10, (13), 16, 20, 25 A                   | gG          | E27                     | 22 mm                | 50 mm | 50 kA 08 kA                 | 690 V AC 250 V DC           | Osteuropa, nicht für Neuinstallationen        |
| DⅢ (690 V, normal) | 35, 50, 63 A                                      | gF          | E33                     | 27 mm                | 50 mm | 50 kA 08 kA                 | 690 V AC 690 V DC           | Osteuropa, nicht für Neuinstallationen        |
| DⅢ (690 V, normal) | (32), 35, (40), 50, 63 A                          | gG          | E33                     | 27 mm                | 50 mm | 50 kA 08 kA                 | 690 V AC 250 V DC           | Osteuropa, nicht für Neuinstallationen        |
| DⅢ (690 V, lang)   | 2, 4, 6, 10, 16, 20, 25, 35, 50, 63 A             | gG          | E33                     | 27 mm                | 70 mm | 50 kA 08 kA                 | 690 V AC 600 V DC           |                                               |
| DⅢ (750 V, lang)   | 2, 4, 6, 10, 16, 20, 25, 35, 50, 63 A             | gF          | Z33 (E33S, 32,5x1,7 mm) | 27 mm                | 70 mm | 10 kA                       | 750 V AC 750 V DC           | Feingewinde für verbesserten Lockerungsschutz |
| DⅢ (1200 V, lang)  | 2, 4, 6, 10, 16, 20, 25, 35 A                     | gF          | Z33 (E33S, 32,5x1,7 mm) | 27 mm                | 70 mm | 10 kA                       | 1200 V AC 1200 V DC         | Feingewinde für verbesserten Lockerungsschutz |

##### D0-System (NEOZED)

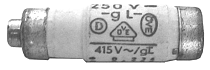
D01-Sicherung 16A (Neozed)

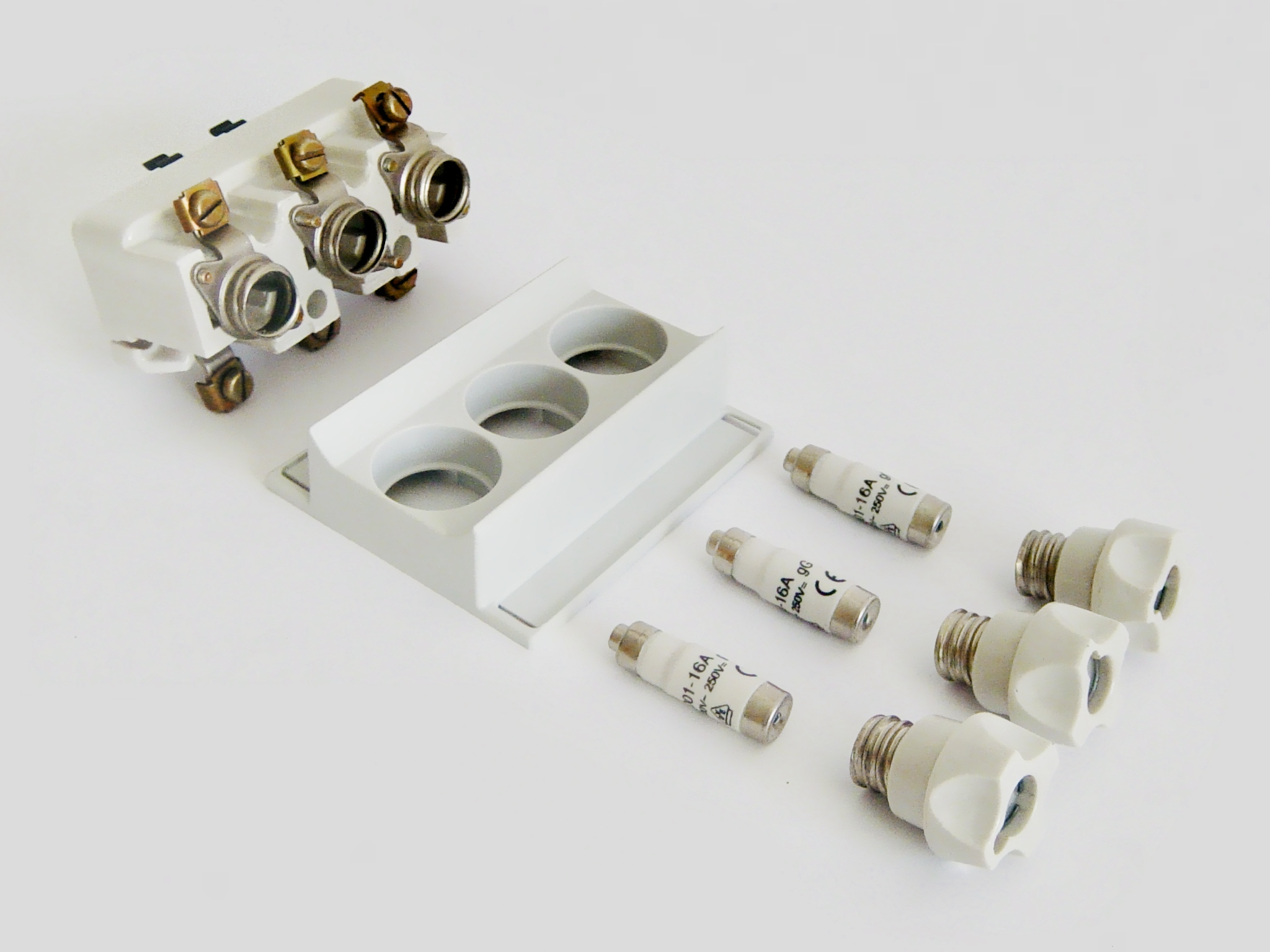
Klassischer D01-Sicherungsblock mit Schraubsockeln für einen dreiphasigen Stromkreis

Das D0-System (auch NEOZED; neuartige DIAZED-Sicherung, neo: „neu“) wurde 1967 von Siemens und Lindner als Weiterentwicklung des bis dahin vorherrschenden D-Systems (DIAZED) eingeführt und hat dieses bei Neuinstallationen verdrängt, soweit noch Schmelzsicherungen eingesetzt werden. Die Vorteile gegenüber dem D-System sind kleinere Abmessungen sowie eine geringere Verlustleistung (weniger Wärmeentwicklung) bei gleichem Nennstrom. NEOZED ist eine Handelsmarke, daher lautet die neutrale Normbezeichnung D0-System bzw. D0-Sicherung (sprich D Null). D0-Sicherungen werden in drei Baugrößen hergestellt. Die Bezeichnung einer Baugröße setzt sich aus „D0“ und einer weiteren arabischen Ziffer zusammen:
| Größe | Bemessungsstrom (Werte in Klammern sind unüblich) | Gewinde 1 | ⌀ Porzellan- patrone | Länge | Schaltvermögen (Nennspannung)    |
| ----- | ------------------------------------------------- | --------- | -------------------- | ----- | -------------------------------- |
| D01   | 2, 4, 6, 10, (13,) 16 A                           | E 14      | 11 mm                | 36 mm | 50 kA (400 V AC) 8 kA (250 V DC) |
| D02   | 20, 25, (32,) 35, (40,) 50, 63 A                  | E 18      | 15 mm                | 36 mm | 50 kA (400 V AC) 8 kA (250 V DC) |
| D03   | 80, 100 A                                         | M 30 × 2  | 22 mm                | 43 mm | 50 kA (400 V AC) 8 kA (250 V DC) |

D01-Sicherungen passen auch in DL-Sockel und können mit einer speziellen Haltefeder auch in D02-Schraubsockeln verwendet werden. Die Bauform D03 wird sehr selten verwendet, weil sich bei hohen Bemessungsströmen NH-Sicherungen als zuverlässiger erwiesen haben. D03-Sicherungen dürfen in Neuanlagen nicht mehr installiert werden.

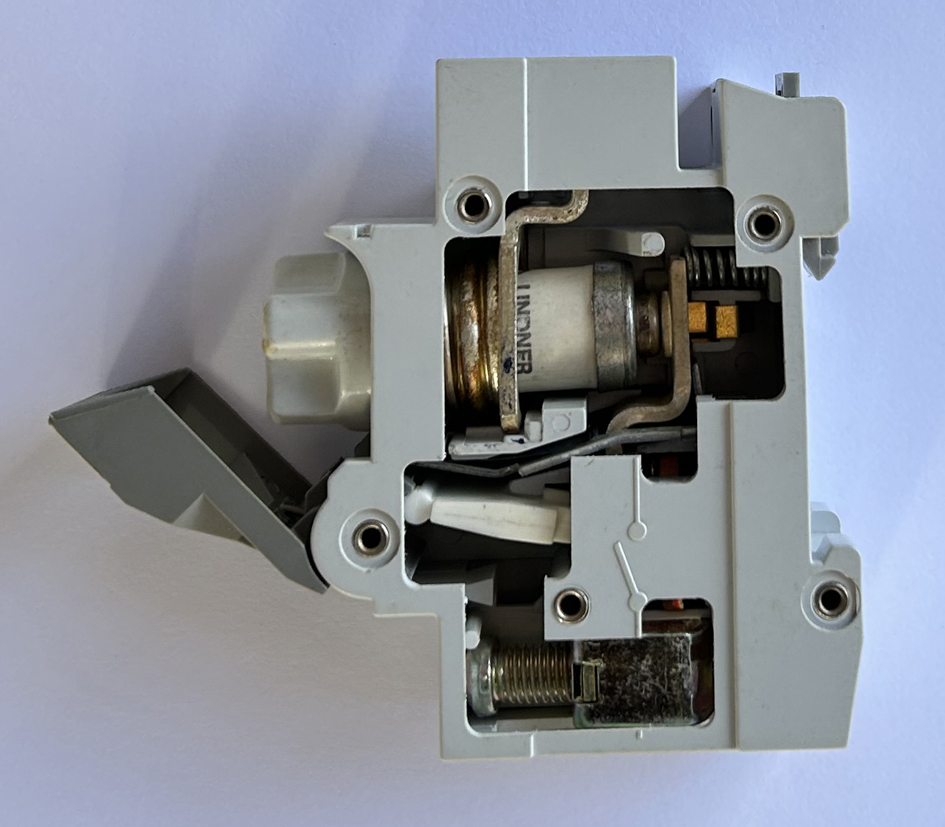
Sicherungslasttrennschalter Linocur für das System D0 (Neozed), funktionsfähiges Demonstrationsmodell

Für D- und D0-Sicherungen gibt es Sockel für Schraubmontage, für Hutschienenmontage und für Sammelschienenmontage („Reitersockel“). Für D0-Sicherungen gibt es zusätzlich Sicherungs-Lasttrenner als Sicherungssockel mit integriertem Lasttrennschalter. Vor jedem Sicherungswechsel muss der Sockel zwangsweise durch eine vor den Sicherungen befindliche Klappe spannungsfrei geschaltet werden. Dieser spannungs- und lastfreie Wechsel erhöht die Betriebssicherheit und die Sicherheit für den Benutzer, da dieser in keinem Fall mit spannungsführenden Bauteilen in Berührung kommen kann. Bei neueren Versionen dieser Lasttrenner werden die Sicherungspatronen nicht mehr geschraubt, sondern durch Federkraft kontaktiert, was die Sicherheit der Kontaktierung erhöht und die Bedienung vereinfacht.

##### DL-System (DDR)
Als Ablösung für das D-System wurde in der DDR das Platz sparende DL-System für 380 V Wechselspannung eingeführt. Die Bauform ähnelt der von D01-Sicherungen, ist aber für bis zu 20 A ausgelegt. Für Altanlagen mit Bestandsschutz werden DL-Sicherungen bis heute mit der Betriebsklasse gG und einer Bemessungsspannung von 400 V AC hergestellt.
D01-Sicherungen (Neozed) bis 16 A passen auch in DL-Sockel, jedoch nicht umgekehrt.
| Größe | Bemessungsstrom       | Gewinde | ⌀     | Länge | Schaltvermögen (Nennspannung) |
| ----- | --------------------- | ------- | ----- | ----- | ----------------------------- |
| DL    | 2, 4, 6, 10, 16, 20 A | E 16    | 13 mm | 36 mm | 20 kA (380/400 V AC)          |

### Haushalts-Zylindersicherung
Diese Art des Schmelzeinsatzes ist in Frankreich verbreitet und wird dort als cartouche fusible cylindrique domestique bezeichnet. Ähnlich wie die Neozed-D0-Schmelzeinsätze werden auch diese Schmelzeinsätze heutzutage in Trennschaltern für die Hutschienenmontage verwendet. Sie sind ebenfalls farbkodiert, allerdings mit anderen Farben als Diazed und Neozed. Im Gegensatz zu den D- D0- und DL-Sicherungen ist der farbkodierte Indikator, der durch eine Auslösung aus der Sicherung herausspringt, optional, weshalb die Beschreibung im Verkauf üblicherweise den Hinweis sans voyant oder avec voyant enthält. Die Auslösecharakteristik ist ebenfalls wie bei Neozed üblicherweise gG. Das Schaltvermögen ist hingegen geringer angegeben. Statt 50 kA beträgt es bei den Schmelzeinsätzen mit Bemessungsstrom 10 A und 16 A lediglich 6 kA, bei 20 A, 25 A und 32 A sind es 20 kA. Die am Markt erhältlichen Sicherungstrennschalter mit allpoliger Abschaltung (1P+N) für diese Art des Schmelzeinsatzes (Coupe-circuit 1P+N pour cartouche cylindrique domestique) sind im Gegensatz zu jenen für Neozed-Schmelzeinsätze nur eine Teilungseinheit (17,5 mm) breit.
| Nennstrom | Farbe  | Abmessungen | Abmessungen | max. Spannung | Schaltvermögen |
| Nennstrom | Farbe  | ⌀           | Länge       | max. Spannung | Schaltvermögen |
| --------- | ------ | ----------- | ----------- | ------------- | -------------- |
| 10 A      |  gelb  | 8,5 mm      | 23 mm       | 230 V         | 6 kA           |
| 16 A      |  rot   | 10,3 mm     | 25,8 mm     | 230 V         | 6 kA           |
| 20 A      |  grün  | 8,5 mm      | 31,5 mm     | 400 V         | 20 kA          |
| 25 A      |  blau  | 10,3 mm     | 31,5 mm     | 400 V         | 20 kA          |
| 32 A      |  braun | 10,3 mm     | 38 mm       | 400 V         | 20 kA          |

### NH-Sicherungen
Niederspannungs-Hochleistungs-Sicherungen, kurz NH-Sicherungen werden auch als Messersicherung, Schwertsicherung oder (in Verbindung mit Hausanschlusskästen) als Panzersicherung bezeichnet. Merkmal ist das gegenüber Schraubsicherungen deutlich größere Bauvolumen sowie die massiven Kontaktmesser an beiden Enden zur Führung und Trennung größerer Ströme. Übliche Ausführungen von NH-Sicherungen ermöglichen ein sicheres Abschalten von Kurzschlussfehlerströmen bis zu 120 kA (Bemessungsausschaltvermögen), wobei der genormte Nennstrom bis zu 1.250 A (Bemessungsstrom) betragen kann. Außerhalb der Norm sind Sicherungen mit einem Bemessungsstrom von bis zu 1.600 A erhältlich. NH-Sicherungen verfügen über einen Kennmelder, der eine defekte Sicherung anzeigt. Je nach Ausführung ist er als stirnseitig (oben) angebrachter Klappmelder ausgeführt oder als Mittenkennmelder, der bei eingesetzter Sicherung von vorne sichtbar ist. Es sind auch NH-Sicherungen mit zwei Kennmeldern (Kombimelder) erhältlich. NH-Sicherungen sind mit verschiedenen Auslösecharakteristiken verfügbar, diese sind im Abschnitt Betriebsklassen beschrieben.
NH-Sicherungen werden in verschiedenen Baugrößen für verschiedene Nennstrombereiche gefertigt. Die Bauform 0 ist in neuen Installationen nicht mehr zulässig.

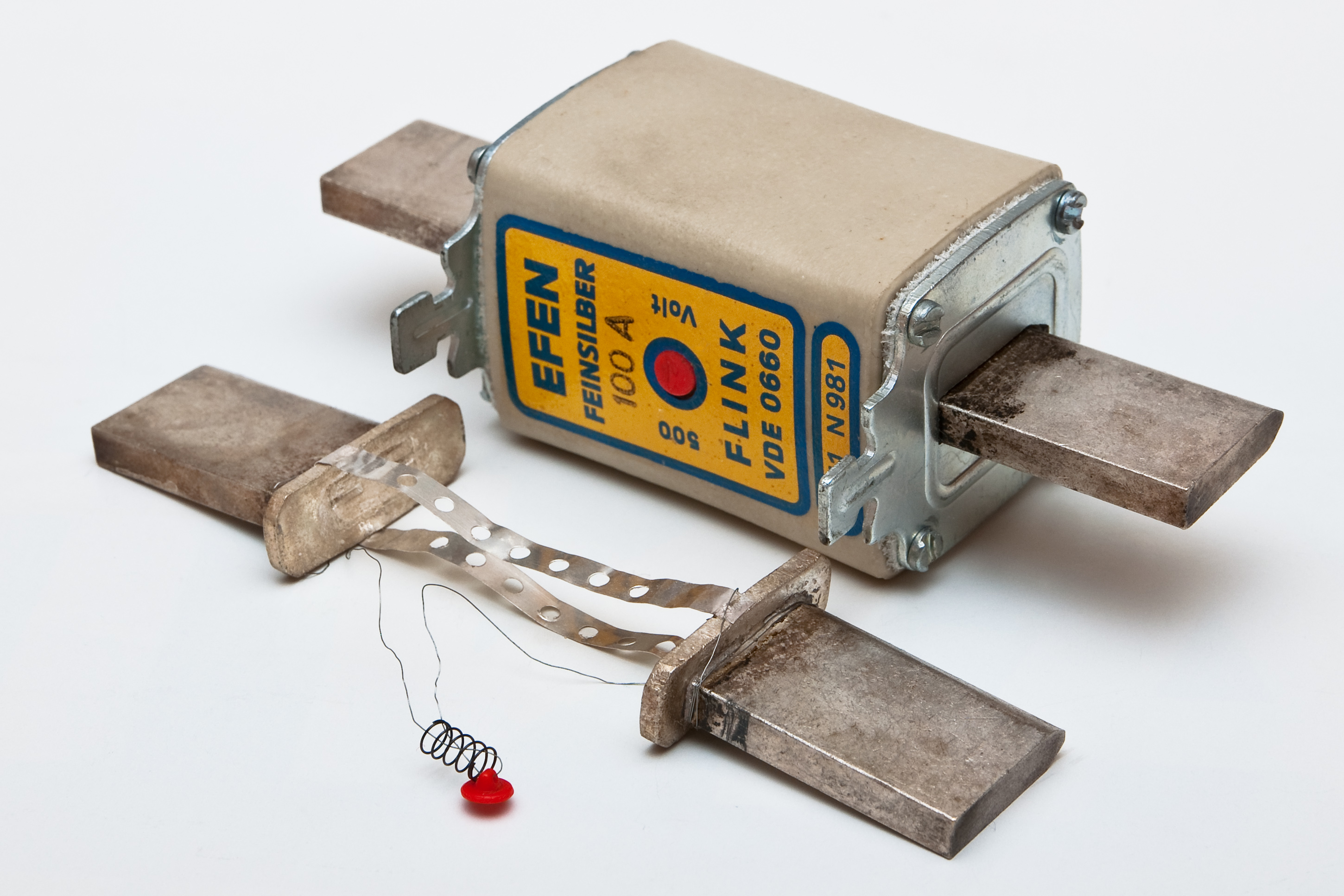
NH-Sicherung 100 A mit Mittenkennmelder (rot). An der zerlegten Sicherung sind der Schmelzleiter und der Auslösedraht des Kennmelders zu sehen.
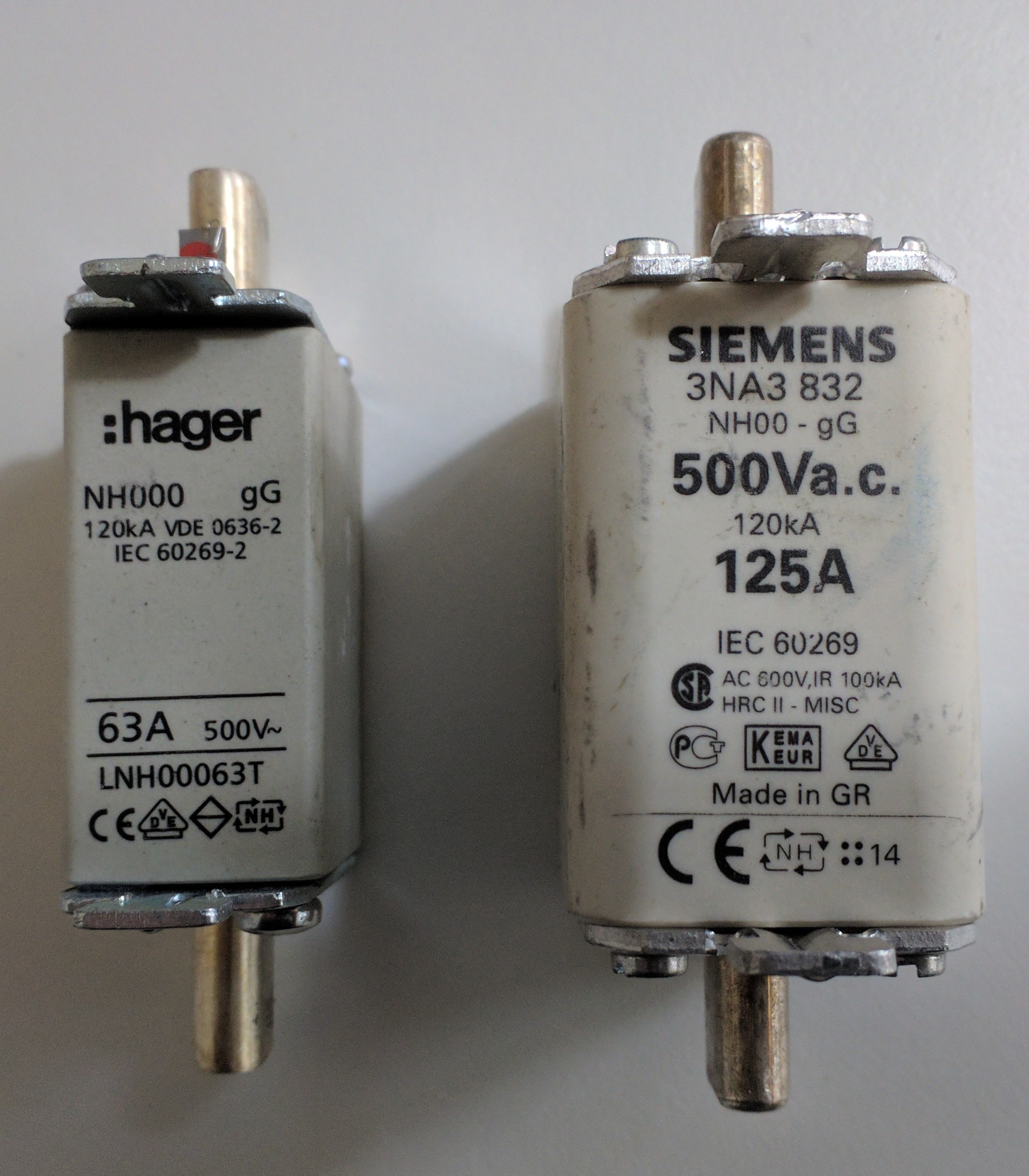
Größe 000 und 00
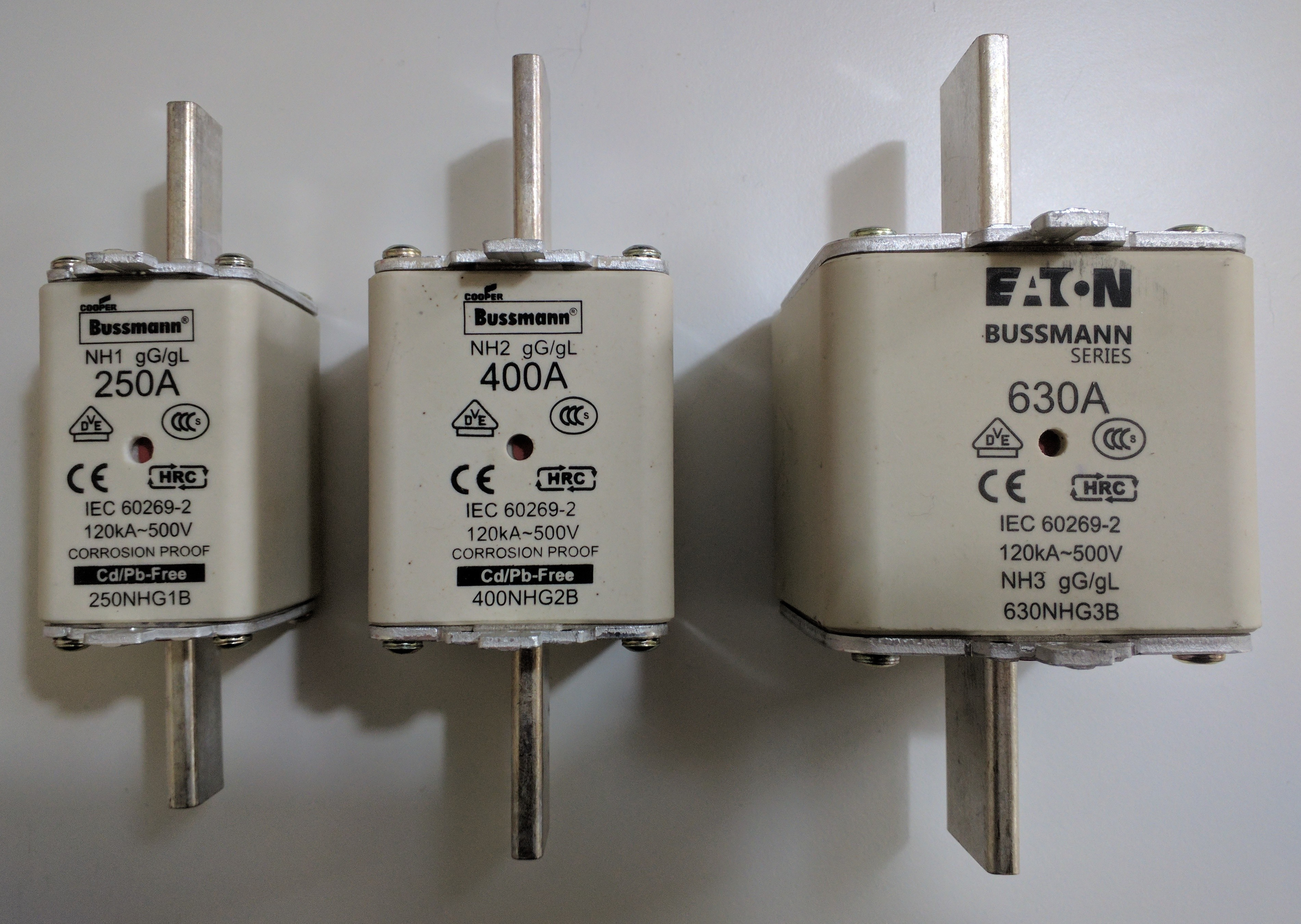
Größe 1, 2 und 3

| Größe  | Bemessungsstrom  | Schwertlänge (ca.) | für alle Baugrößen               | für alle Baugrößen                                 |
| Größe  | Bemessungsstrom  | Schwertlänge (ca.) | Schaltvermögen                   | Nennspannung                                       |
| ------ | ---------------- | ------------------ | -------------------------------- | -------------------------------------------------- |
| 00/000 | 2 A bis 0160 A   | 78 mm              | min. 50 kA typ. 100–120 kA 25 kA | (400 V) AC 500 V) AC 690 V) AC 250 V) AC 440 V) DC |
| 0      | 6 A bis 0250 A   | 125 mm             | min. 50 kA typ. 100–120 kA 25 kA | (400 V) AC 500 V) AC 690 V) AC 250 V) AC 440 V) DC |
| 1      | 16 A bis 0355 A  | 135 mm             | min. 50 kA typ. 100–120 kA 25 kA | (400 V) AC 500 V) AC 690 V) AC 250 V) AC 440 V) DC |
| 2      | 25 A bis 0500 A  | 150 mm             | min. 50 kA typ. 100–120 kA 25 kA | (400 V) AC 500 V) AC 690 V) AC 250 V) AC 440 V) DC |
| 3      | 250 A bis 0800 A | 150 mm             | min. 50 kA typ. 100–120 kA 25 kA | (400 V) AC 500 V) AC 690 V) AC 250 V) AC 440 V) DC |
| 4/4a   | 400 A bis 1600 A | 200 mm             | min. 50 kA typ. 100–120 kA 25 kA | (400 V) AC 500 V) AC 690 V) AC 250 V) AC 440 V) DC |

NH-Sicherungen werden im Hochstrombereich von Verteilungen in Niederspannungsnetzen eingesetzt und sind in Industrieanlagen weit verbreitet, außerdem werden sie im öffentlichen Stromnetz verwendet, z. B. in Trafostationen, Hauptverteilungen, oder im Hausanschlusskasten von Gebäuden und als Zählervorsicherung.
Im Vorzählerbereich von Kundenanlagen fordern die TAB 2007 (Technische Anschlussbedingungen der Energienetzbetreiber) eine Trennvorrichtung pro Zähler. Zitat:

„Eine Trennvorrichtung ist eine Einrichtung zum Trennen der Kundenanlage vom Verteilungsnetz, die auch durch den Kunden (elektrotechnischer Laie) betätigt werden kann (z. B. SH-Schalter).“

Diese Forderung erfüllen z. B. selektive Leitungsschutzschalter oder Neozed-Lasttrennschalter, jedoch nicht NH-Sicherungen. Deshalb werden NH-Sicherungen als Zählervorsicherung in Neuanlagen nur noch verwendet, wenn eine andere durch Laien bedienbare Trennvorrichtung (z. B. in Form einer Zählernachsicherung mit einem Neozed-Lasttrennschalter) gegeben ist.

#### Austausch von NH-Sicherungen

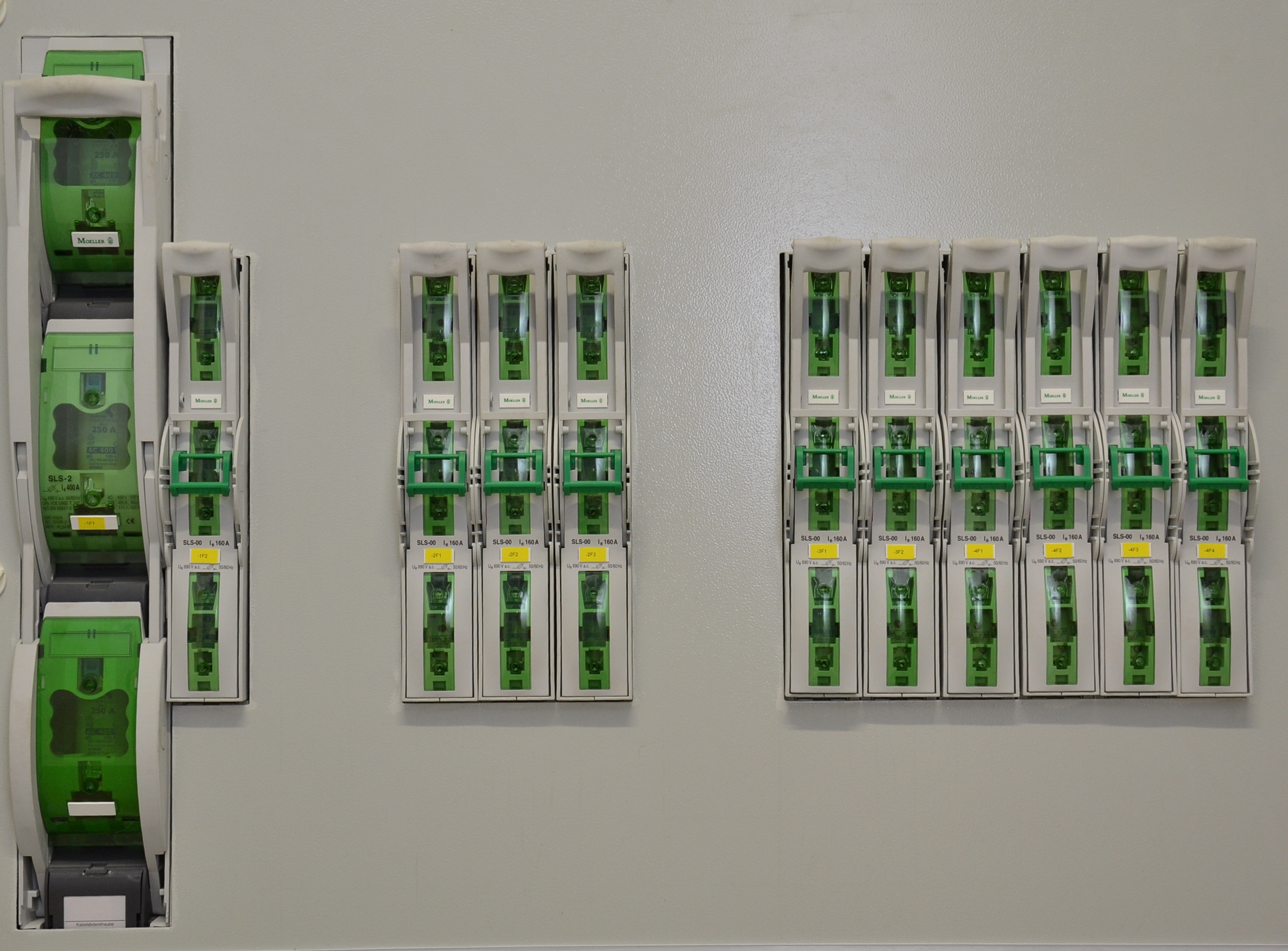
NH-Sicherungen eingebaut in insgesamt 11 Stück NH-Trenner, je dreipolig schaltend in Reihenbauweise

NH-Sicherungseinsätze sind zur Handhabung mit Grifflaschen ausgestattet, die spannungsführend oder spannungsfrei (isoliert) ausgeführt sein können. Um einen Sicherungseinsatz in ein Sicherungsunterteil einzusetzen oder aus diesem herauszuziehen, ist ein Sicherungsaufsteckgriff notwendig.
Unter Spannung dürfen NH-Sicherungseinsätze nur von einer Elektrofachkraft mit geeigneter, persönlicher Schutzausrüstung ausgetauscht werden. Die Schutzausrüstung umfasst mindestens einen Aufsteckgriff mit fest angebrachter Lederstulpe, einen Helm mit Gesichtsschutz oder eine flammwidrige Haube sowie geschlossene, flammwidrige Arbeitskleidung. Beim Ziehen oder Stecken von NH-Sicherungen über 63 A wird von den Berufsgenossenschaften lichtbogengeprüfte Arbeitskleidung empfohlen. Gegebenenfalls sind eine Isolierschutzmatte und isolierende Handschuhe erforderlich. Bei unsachgemäßem Ziehen eines NH-Sicherungseinsatzes unter Last kann ein Störlichtbogen entstehen, welcher Sach- und/oder Personenschäden verursachen kann. Ohne Schutzausrüstung kann dies schwere bis tödliche Verletzungen zur Folge haben.
Sogenannte NH-Trenner erleichtern den Sicherungswechsel. Sie besitzen einen Klappdeckel, in den die Grifflaschen der NH-Sicherungen eingesetzt und den Sicherungsaufsteckgriff entbehrlich machen. NH-Trenner sind zügig zu bedienen, da beim Schalten unter Last oder bei anstehendem Kurzschluss weiterhin die Gefahr eines Störlichtbogens besteht.
NH-Trenner gibt es unter anderem in diesen Bauformen:
- dreipolig schaltend, ein Klappeinsatz für alle drei Sicherungseinsätze eines Drehstromabzweiges.
- dreipolig schaltend, drei übereinander angeordnete und mechanisch miteinander verriegelte Klappeinsätze für je einen Sicherungseinsatz eines Drehstromabzweiges.

## Hochspannungssicherungen (HH-Sicherungen)
Hochspannungs-Hochleistungs-Sicherungen, kurz HH-Sicherungen, sind selbstständig abschaltende Schutzgeräte im Mittelspannungsbereich bis 36 kV. In manchen Ländern werden Schmelzsicherungen bis über 100 kV eingesetzt. Hochleistung im Zusammenhang mit diesen Sicherungen bedeutet, dass sie ein hohes Abschaltvermögen haben. Manche Hersteller haben ihre Sicherungen bis 63 kA Abschaltvermögen geprüft. Sie werden in Energieversorgungs- und -verteilnetzen verwendet, um die Auswirkungen von Überströmen (Kurzschlüssen) zu begrenzen. Die häufigste Anwendung ist die Absicherung von Transformatoren, ebenso bei Motor- und Kondensatorbänken.
- DIN 43625: 1983-11 definiert die Abmessungen, deshalb wird weltweit auch von der „DIN-Fuse“ gesprochen
- IEC/EN 60282-1 (VDE 0670-4) beschreibt die elektrischen Parameter und die Typenprüfung
- IEC/EN 62271-105 (VDE 0671-105) regelt das Zusammenspiel von Lastschaltern und Sicherungen
- Für die Zuordnung von Sicherung und Transformator gilt in Deutschland VDE 0670-402

Zum Schutz von Mittelspannungs-Transformatoren und -Leitungen werden bei größeren Nennströmen Überstromschutzeinrichtungen mit Netzschutzgeräten eingesetzt. In anderen Ländern, wie dem nordamerikanischen Raum, werden Schmelzsicherungen auch im Hochspannungsbereich bis über 100 kV eingesetzt, allerdings nur in Stromkreisen mit kleinen Kurzschlussströmen. Der Vorteil ist der im Vergleich zu Hochspannungsschaltern geringere Preis, der Nachteil das nicht mögliche automatische Wiedereinschalten.
Kurzschlüsse werden im Hochspannungsnetz, bis auf die erwähnten Ausnahmen, nicht durch Schmelzsicherungen, sondern durch Leistungsschalter, dies sind Schalter mit großem Abschaltvermögen bzw. hoher Kurzschlussleistung, abgetrennt. Die Erkennung von Fehlern (Kurzschluss, Erdschluss, Lichtbogen) erfolgt durch den Netzschutz, wie beispielsweise ein Distanzschutzrelais, das die entsprechenden Leistungsschalter ansteuert. Damit können Netzbereiche um den Fehler herum getrennt und ggf. wieder eingeschaltet werden.

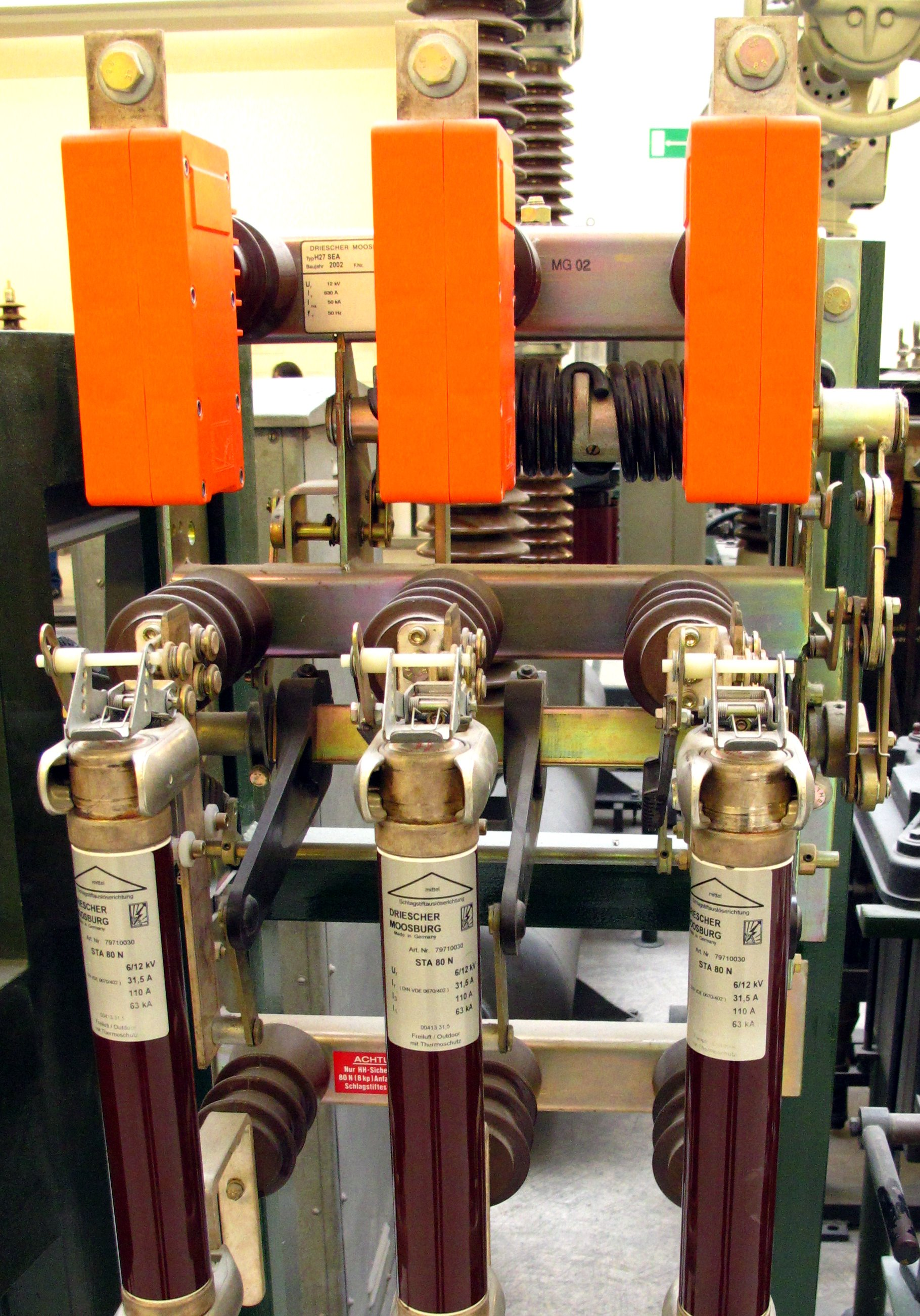
Drei eingesetzte HH-Sicherungen (dunkle Zylinder in unterer Bildhälfte) mit Schlagstift auf oberer Stirnseite.
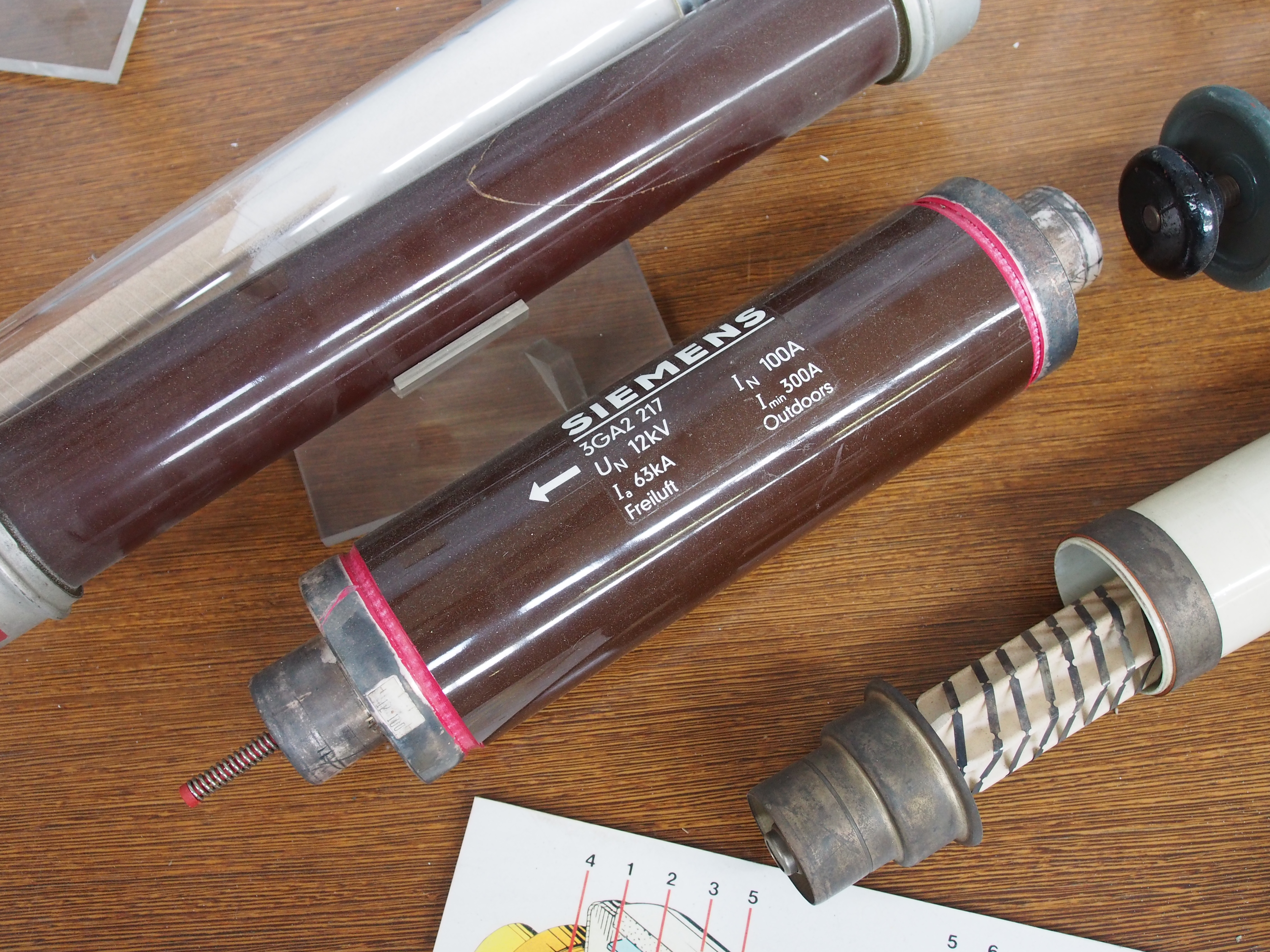
Ausgelöste HH-Sicherung mit ausgefahrenem Schlagstift, darunter: geöffnete HH-Sicherung
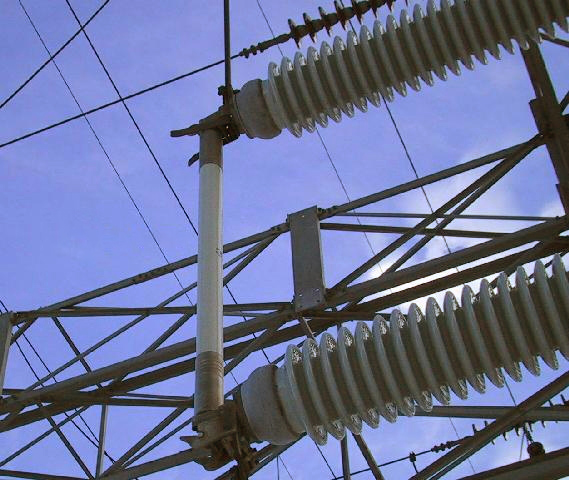
Hochspannungssicherung für 115 kV

### Aufbau und Typen
HH-Sicherungen sind in den Formen A (ohne Anzeiger, ohne Schlagstift), B (mit Anzeiger) oder C (mit Schlagstift) erhältlich. Häufig werden HH-Sicherungen der Form C (mit Schlagstift) verwendet, der durch einen zusätzlichen dünnen Schmelzdraht ausgelöst wird. Eine vorgespannte Feder oder eine Treibladung sorgt dafür, dass dieser schlagartig aus der Stirnseite einer der beiden Kontaktkappen der Sicherung austritt. Der Schlagstift wirkt z. B. auf die Auslösemechanik eines Lastschalters, welcher dann den fehlerhaften Stromkreis allpolig abschaltet.
| Nennspannung | Sicherungslänge | Durchmesser | Nennströme |
| ------------ | --------------- | ----------- | ---------- |
| 3 kV         | 192 mm          | 88 mm       | bis 500 A  |
| 7,2 kV       | 192 mm          | 88 mm       | bis 500 A  |
| 12 kV        | 292 mm          | 88 mm       | bis 355 A  |
| 24 kV        | 442 mm          | 88 mm       | bis 200 A  |
| 36 kV        | 537 mm          | 88 mm       | bis 100 A  |

## Sicherheit
In Deutschland, der Schweiz und Österreich sind die im Handel erhältlichen Sicherungseinsätze nur für einmalige Auslösung vorgesehen.
Die Auswahl einer zum Geräte- und Personenschutz geeigneten Sicherung richtet sich primär nach der Dimensionierung der Installation und den im regulären Betriebsfall und im Kurzschlussfall auftretenden Stromstärken. Dabei kann auch das Problem auftreten, dass manche Verbraucher nicht durch eine Schmelzsicherung geschützt werden können. Dazu zählen beispielsweise kleinere Netztransformatoren unter ca. 50 Watt Nennleistung, da ihr Einschaltstrom zu groß im Vergleich zu dem im Fehlerfall auftretenden Strom ist. Diese Verbraucher können durch träge thermische Sicherungen gegen Überlast und Kurzschluss geschützt werden.

### Reparable Sicherungen

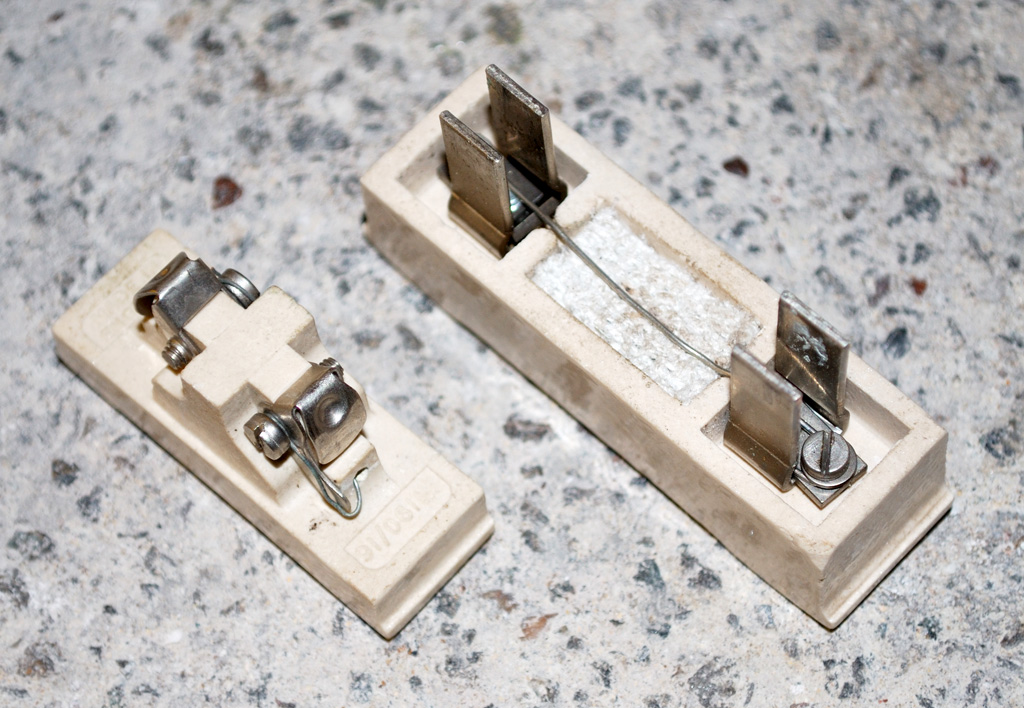
Britische, wiederbedrahtbare Sicherungshalter (Rewireable Fuse Carrier), Ausführung von 1957

In Großbritannien sind  in Kleinverteilern von Altanlagen, den sogenannten consumer unit, Sicherungshalter zu finden, die mit geschlossenen Sicherungseinsätzen oder mit halboffenen, wiederbedrahtbaren Sicherungen bestückt werden können.
Bei diesem System, hergestellt zum Beispiel von Wylex, ist das Ersetzen des Sicherungsdrahtes im Sicherungselement durch den Benutzer möglich. Lose gewickelter Sicherungsdraht ist z. B. in Supermärkten, Tankstellen, Baumärkten erhältlich. Der Rewireable Fuse Carrier ist im britischen Standard BS 3036 spezifiziert und mit einem auf Stromstärken von 5 A, 15 A, 20 A oder 30 A ausgelegten Sicherungsdraht bestückbar.
Nach BS 7671 ist für solche Sicherungen vorgeschrieben, dass der Nennstrom maximal das 0,725-fache des dauerhaft zulässigen Betriebsstromes der Leitung betragen darf. Es sind Leitungsschutzschalter als Ersatz verfügbar.
Mögliche Gefahren des Systems sind das Arbeiten von Laien an elektrischen Anlagen, die absichtlich oder versehentlich mögliche zu hohe Absicherung oder die Verwendung von ungeeignetem, leitfähigen „Sicherungsmaterial“ wie etwa Münzen, Nägeln, Haarnadeln, Drahtresten oder Büroklammern. Das verwendete Sicherungsmaterial ist dabei ohne Entnahme der Sicherung nicht bestimmbar. Auch ist das Abschaltvermögen von wieder bedrahtbaren Sicherungen im Vergleich zu sandgefüllten Sicherungen wesentlich geringer, sodass Lichtbogenfehler in benachbarten Installationen ausgelöst werden können.

## Normen
- DIN EN 60127-1 (VDE 0820-1):2011-12; Geräteschutzsicherungen Teil 1: Begriffe für Geräteschutzsicherungen und allgemeine Anforderungen an G-Sicherungseinsätze.
- DIN EN 60269-1 (VDE 0636-1):2010-03; Niederspannungssicherungen Teil 1: Allgemeine Anforderungen.
- DIN EN 60282-1 (VDE 0670-4):2010-08; Hochspannungssicherungen Teil 1: Strombegrenzende Sicherungen.
- DIN VDE 0100-430 (VDE 0100-430):2010-10; Errichten von Niederspannungsanlagen Teil 4-43: Schutzmaßnahmen – Schutz bei Überstrom.